# Lemonade (álbum)
Lemonade é o sexto álbum de estúdio da artista musical estadunidense Beyoncé. O seu lançamento ocorreu em 23 de abril de 2016, através das gravadoras Parkwood Entertainment e Columbia Records. Com a finalização das atividades promocionais de Beyoncé (2013), a cantora começou a trabalhar em seu próximo projeto com o engenheiro de gravação e mixagem Stuart White. Neste período, ela trabalhou com diversos colaboradores, como Kahlil Joseph, Melina Matsoukas, Dikayl Rimmasch, Mark Romanek, Todd Tourso e Jonas Åkerlund. Beyoncé deu início ao desenvolvimento do disco como forma de se utilizar da arte quase como uma "sessão de terapia", após a infidelidade de seu marido, o rapper Jay-Z. Foi desenvolvido como o segundo "álbum visual" da carreira da artista, seguindo de Beyoncé. Contudo, diferentemente deste, que contém videoclipes separados para cada música, Lemonade foi promovido com um filme de uma hora, exibido na HBO e divididos em onze capítulos conectados ao próximo por intermédio de algumas poesias escritas pela autora britânica Warsan Shire.
Lemonade é um álbum conceitual cujo escopo lírico das canções giram em torno do amor afrocentrado, dos processos de autoconhecimento de mulheres pretas, e da importância do perdão dentro de relacionamentos amorosos entre pessoas dessa etnia. O disco possui uma sonoridade inspirada por gêneros urbanos como R&B e hip hop, mas também explora outros, como rock e a música country que — apesar de terem origem afro-americana —, são pouco associados a artistas negros. Além de elementos de reggae, trap, rock e blues. As gravações do projeto ocorreram entre 2014 e 2015 sob a produção executiva da própria cantora. Ele apresenta vocais convidados de Jack White, the Weeknd, James Blake e Kendrick Lamar, e contém samples e interpolações de uma série de canções de hip hop e rock.
Lemonade recebeu ampla aclamação da mídia especializada, que enalteceram a experimentação de gêneros em sua musicalidade, a produção, os vocais de Beyoncé e a forma que a temática política é refletida na vida pessoal da artista. Consequentemente, foi incluído em diversas listas dos melhores álbuns de 2016, da carreira da intérprete e de todos os tempos. A revista Rolling Stone reconheceu-o como o maior disco do século XXI, um dos 500 melhores de todos os tempos e foi colocado pela Apple Music na 10.ª posição entre os 100 melhores da história. A obra rendeu a Beyoncé uma série de indicações e prêmios, incluindo um Grammy Awards de Melhor Álbum Urbano Contemporâneo. Comercialmente, o disco obteve um desempenho exitoso, liderado tabelas de vários países, como Austrália, Brasil, Canadá, Irlanda e Reino Unido. Nos Estados Unidos, tornou-se o sexto projeto em estúdio consecutivo de Beyoncé a debutar em primeiro lugar na parada Billboard 200, com 653 mil unidades equivalentes em sua primeira semana. Mundialmente, encerrou como o álbum mais adquirido em todo o mundo em 2016, com mais de dois milhões de cópias comercializadas.
A fim de promover o disco, cinco singles foram lançados, "Formation", "Sorry", "Hold Up", "Freedom" e "All Night", além do promocional "Daddy Lessons", com a banda Dixie Chicks. O primeiro citado foi o mais bem sucedido nas paradas, ao chegar até o 10.ª posto da estadunidense Billboard Hot 100. Como forma de divulgação, Beyoncé apresentou-se em premiações e eventos televisivos, como o MTV Video Music Awards, Grammy Awards, BET Awards e Super Bowl 50. Ela também deu início a turnê mundial The Formation World Tour, que visitou estádios na América do Norte e Europa. Desde o seu lançamento, Lemonade tem sido objeto de estudo de diversos artigos acadêmicos, gerando discussões importantes sobre raça, gênero e empoderamento negro e feminino. Além de influenciar diversos artistas na elaboração de seus trabalhos.

## Antecedentes e desenvolvimento

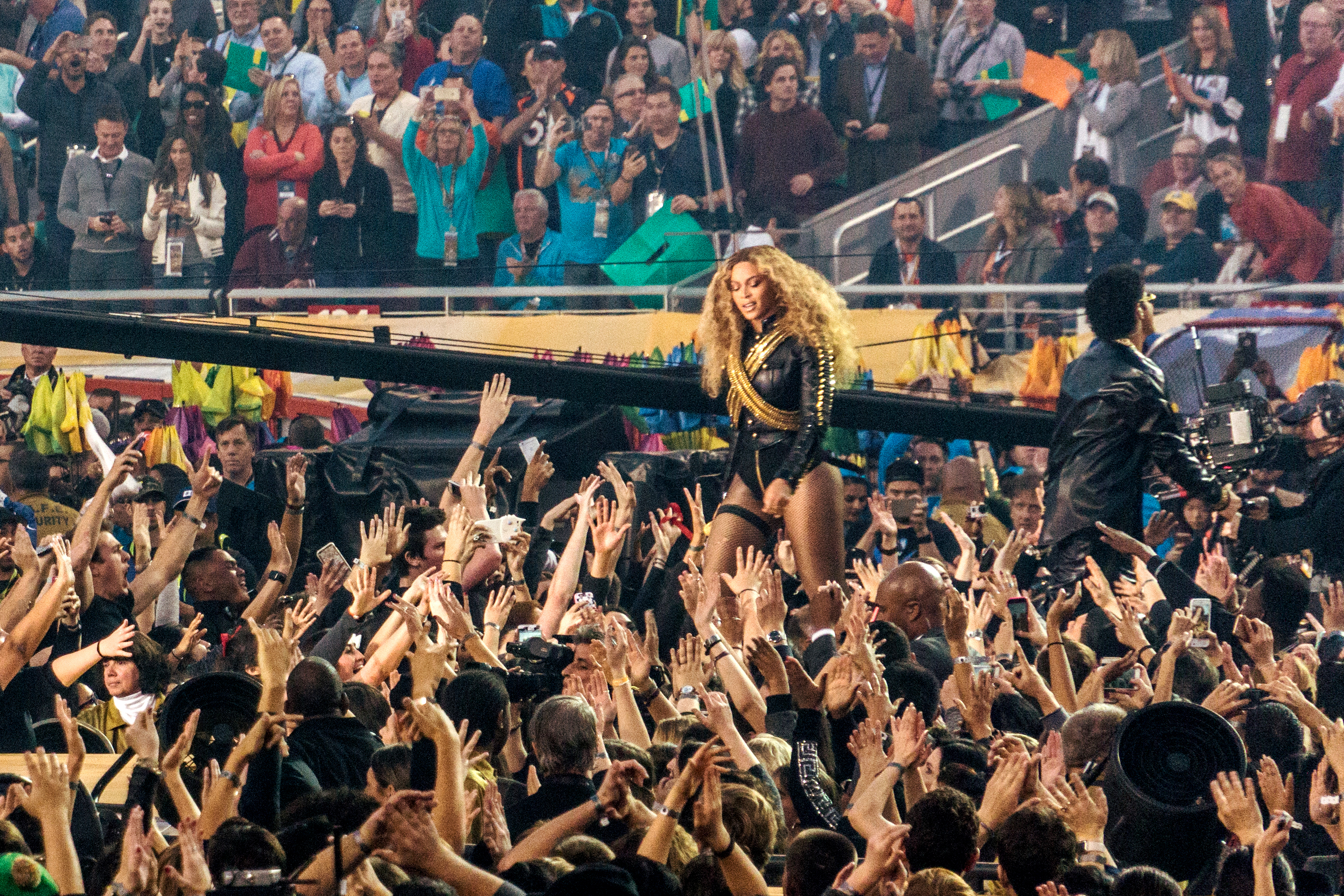
Beyoncé apresentando-se durante o Super Bowl 50.

Em 6 de fevereiro de 2016, sem qualquer anúncio prévio, Beyoncé lançou "Formation" para download digital gratuito no serviço de streaming Tidal, disponibilizando em conjunto o vídeo musical correspondente em seu canal no YouTube. Tanto a música quanto a gravação audiovisual correspondente foram bem recebidas por críticos musicais, que elogiaram a retratação da cultura afro-americana predominante em ambos os projetos que não é vista com frequência na cultura de massa. No dia seguinte, a cantora apresentou "Formation" durante sua participação especial no show do intervalo do Super Bowl 50, que também contou com Coldplay e Bruno Mars. Imediatamente após a performance, foi lançado nas redes sociais da artista um comercial anunciando sua próxima turnê mundial.
Logo após o anúncio da turnê, Beyoncé foi tanto elogiada quanto criticada pelo público em geral em relação à nova música e o figurino inspirado pelo grupo Panteras Negras usado no Super Bowl. Como resultado, as hashtags "#BoycottBeyonce" e "#IStandWithBeyonce" começaram a se tornar populares em redes sociais como o Twitter. Um grupo de manifestantes também planejou fazer um protesto "anti-Beyoncé" fora da sede da National Football League (NFL), organizadora do evento esportivo, no dia em que os ingressos começassem a serem vendidos para o público geral. Entretanto, a manifestação planejada não teve nenhum protestante e, em vez disso, contou com dezenas de pessoas que apoiavam a cantora e fizeram um protesto contrário.
Lemonade foi gravado entre junho de 2014 e julho de 2015 em 11 estúdios localizados nos Estados Unidos. Beyoncé teve a ideia de escrever cada música correspondente aos onze capítulos que podem ser vistos no filme Lemonade, e publicou moodboards ao redor do estúdio representando cada um deles para fornecer inspiração aos seus colaboradores. Ela e eles também tocavam músicas no estúdio como forma de inspirar uns aos outros. O álbum foi escrito em etapas, com Beyoncé se retirando para sua casa para trabalhar nas gravações com o engenheiro de gravação e mixagem Stuart White, bem como para cuidar de sua filha. O processo começou no Record Plant em Los Angeles, que a equipe locou por um mês. Eles então fizeram uma pausa e, mais tarde, foram a Paris por 45 dias. A equipe ficou em um hotel, onde montou dois estúdios em dois quartos diferentes, um para Beyoncé e outro para  Jay-Z. O rapper contou como ele e a cantora gravaram músicas separadamente e juntos, descrevendo-as como "usar nossa arte quase como uma sessão de terapia" após sua infidelidade. A canção que ela gravou separadamente foi o que se tornou Lemonade e foi lançada primeiro.
O álbum foi produzido através da síntese de Beyoncé do trabalho de muitos colaboradores, incluindo artistas populares e menos conhecidos. MNEK relatou como "Hold Up" foi concebido, dizendo: "A maneira como Beyoncé trabalha, a música é [como] uma peça de quebra-cabeça e então ela junta vários elementos. Pode ser um pouco oque ela escreveu, um pouco o que outra pessoa escreveu e ela fará disso a ponte; um pouco que eu escrevi ela tornou o meio oito". MNEK também explica que a intérprete estava "ignorando tudo" que não aprovasse, comentando: "[Ela dizia] eu gosto disso, eu gosto daquilo, é assim que isso deve soar". Jack White, que colaborou em "Don't Hurt Yourself", descreve como "ela pegou apenas um esboço de um esboço lírico e a transformou na música mais ousada, cruel e incrível [..] Estou tão surpreso com o que ela fez com isso". O co-escritor e co-produtor de "Hold Up" e "Sorry", MeLo-X explica que "ela tem uma maneira de criar que eu nunca vi antes como artista. Ela produz, altera e arranja faixas de maneiras que eu não imaginaria". Ao falar sobre como ele também marcou o filme Lemonade, MeLo-X explica: "Ela esteve envolvida em tudo. Ela dá direção em tudo e está muito envolvida com todo o processo. É inspirador ver uma artista desse nível ser capaz de ainda ter um olho para certas coisas e um ouvido [..] Nós apenas sentamos e revisamos coisas, cenas e sons diferentes e meio que juntamos tudo pedaço por pedaço".

## Conteúdo

### Temas e sonoridade
Todos nós sentimos dor e perda, e frequentemente nos tornamos inaudíveis. Minha intenção para o filme e o álbum era criar um corpo de trabalho que desse voz à nossa dor, nossas lutas, nossa escuridão e nossa história. Para confrontar questões que nos deixam desconfortáveis. É importante para mim mostrar imagens aos meus filhos que reflitam sua beleza, para que eles possam crescer em um mundo onde se olhem no espelho, primeiro por meio de suas próprias famílias — assim como as notícias, o Super Bowl, as Olimpíadas, a Casa Branca e os Grammys —, e se vejam, e não tenham dúvidas de que são lindos, inteligentes e capazes. Isso é algo que eu quero para cada criança de cada raça. E eu sinto que é vital que aprendamos com o passado e reconheçamos nossas tendências de repetir nossos erros.

—Beyoncé durante seu discurso ao receber o prêmio de Melhor Álbum R&B Progressivo nos Grammy Awards de 2017.
No âmbito lírico, as canções de Lemonade tratam de temas como traição conjugal ao mesmo tempo em que mergulham em questões sobre a solidão
da mulher preta, os estereótipos da masculinidade preta hegemônica e as raízes das dificuldades da manutenção saudável de relações afetivo-sexuais entre indivíduos dessa etnia. O jornal The Washington Post chamou o álbum de um "ciclo de canções surpreendentemente furioso sobre infidelidade e vingança". Já o Chicago Tribune descreveu-o como não apenas uma mera tentativa de domínio da música popular, mas sim como uma retrospectiva que permite ao ouvinte explorar as circunstâncias pessoais de Beyoncé, com tons musicais do sul dos Estados Unidos, uma reminiscência de seus anos de formação passados no Texas. O banco de dados AllMusic escreveu que Beyoncé "se delicia com sua negritude, feminilidade e origem sulista com um jogo de palavras supremo".
Musicalmente, Lemonade é uma miscelânea de gêneros, como R&B, rock, hip hop e até música country. De acordo com o The A.V. Club, as faixas "abrangem e interpolam todo o continuum de R&B, rock, soul, hip hop, pop e blues", realizado por uma precisão hábil "borrando eras e referências com impunidade determinada". A Entertainment Weekly observou, ainda, a forte inserção de elementos de vanguarda. Para o Consequence of Sound, os gêneros do álbum abrangem "do gospel ao rock, do R&B ao trap"; No projeto, Isaac Hayes e Andy Williams estão entre os artistas sampleados. O PopMatters o descreveu como a obra "matizada na temática de raiva e traição com vastas faixas banhadas em contexto político; no entanto, ainda é um álbum pop em sua essência com tons mais sombrios e louváveis". Em 2020, o crítico Marc Hogan, da Pitchfork, o colocou entre os grandes álbuns de art pop dos últimos 20 anos por "preencherem o vazio de declarações de longa-metragem com seriedade artística e apelo de massa, antes amplamente ocupado por bandas de guitarra [de rock]".
Para narrar sua história e tal problemática, a cantora recorre ao uso do álbum visual caracterizado por simbolismos semióticos, performances musicais e declamações poéticas que constroem uma experiência audiovisual envolvente que complementa e enriquece a narrativa lírica do álbum. Esse acompanhamento visual, também nomeado Lemonade, contém 65 minutos de duração. Sua produção ficou a cargo de Good Company e Jonathan Lia, e foi exibido na HBO em 23 de abril de 2016, registrando 787 mil espectadores. Ele é dividido em onze capítulos, intitulados ordenadamente em "Intuition" ("Intuição"), "Denial" ("Negação"), "Anger" ("Raiva"), "Apathy" ("Apatia"), "Emptiness" ("Vazio"), "Accountability" ("Responsabilidade"), "Reformation ("Reforma"), "Forgiveness") ("Perdão"), "Ressurection" ("Ressurreição"), "Hope" ("Esperança") e "Redemption" ("Redenção"). No álbum visual, cada música ganha um clipe que é conectado ao próximo por intermédio de algumas poesias escritas pela autora britânica Warsan Shire e que retratam em seus versos questões em torno do amor afrocentrado, dos processos de autoconhecimento de mulheres pretas, e da importância do perdão dentro de relacionamentos amorosos entre pessoas dessa etnia; seus poemas adaptados foram "The Unbearable Weight of Staying" ("O Peso Insustentável de Ficar"), "Dear Moon" ("Querida Lua"), "How to Wear Your Mother's Lipstick" ("Como Usar o Batom da Sua Mãe"), "Nail Technician as Palm Reader" ("Manicure como Cartomante"), e "For Women Who Are Difficult to Love" ("Para Mulheres que São Difíceis de Amar"). Também inclui Ibeyi, Laolu Senbanjo, Amandla Stenberg, Quvenzhané Wallis, Chloe x Halle, Zendaya e Serena Williams.

### Músicas, letras e visuais

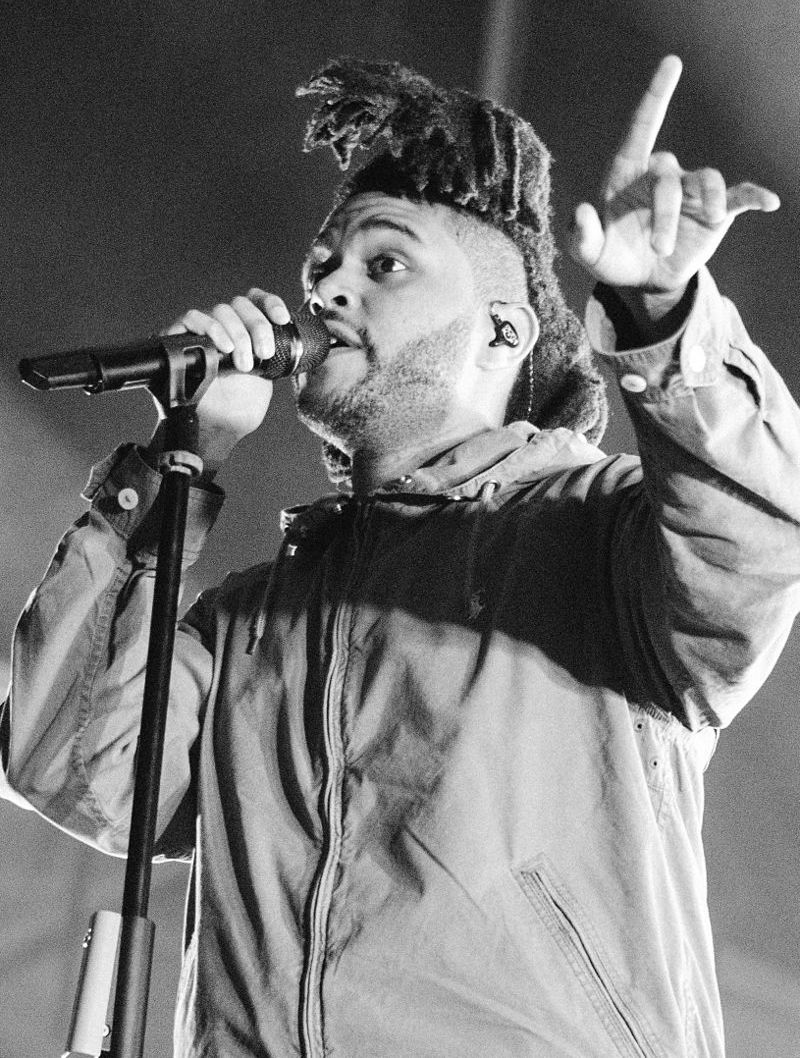
Swizz Beatz co-produziu quatro faixas, a maior quantidade por qualquer produtor.

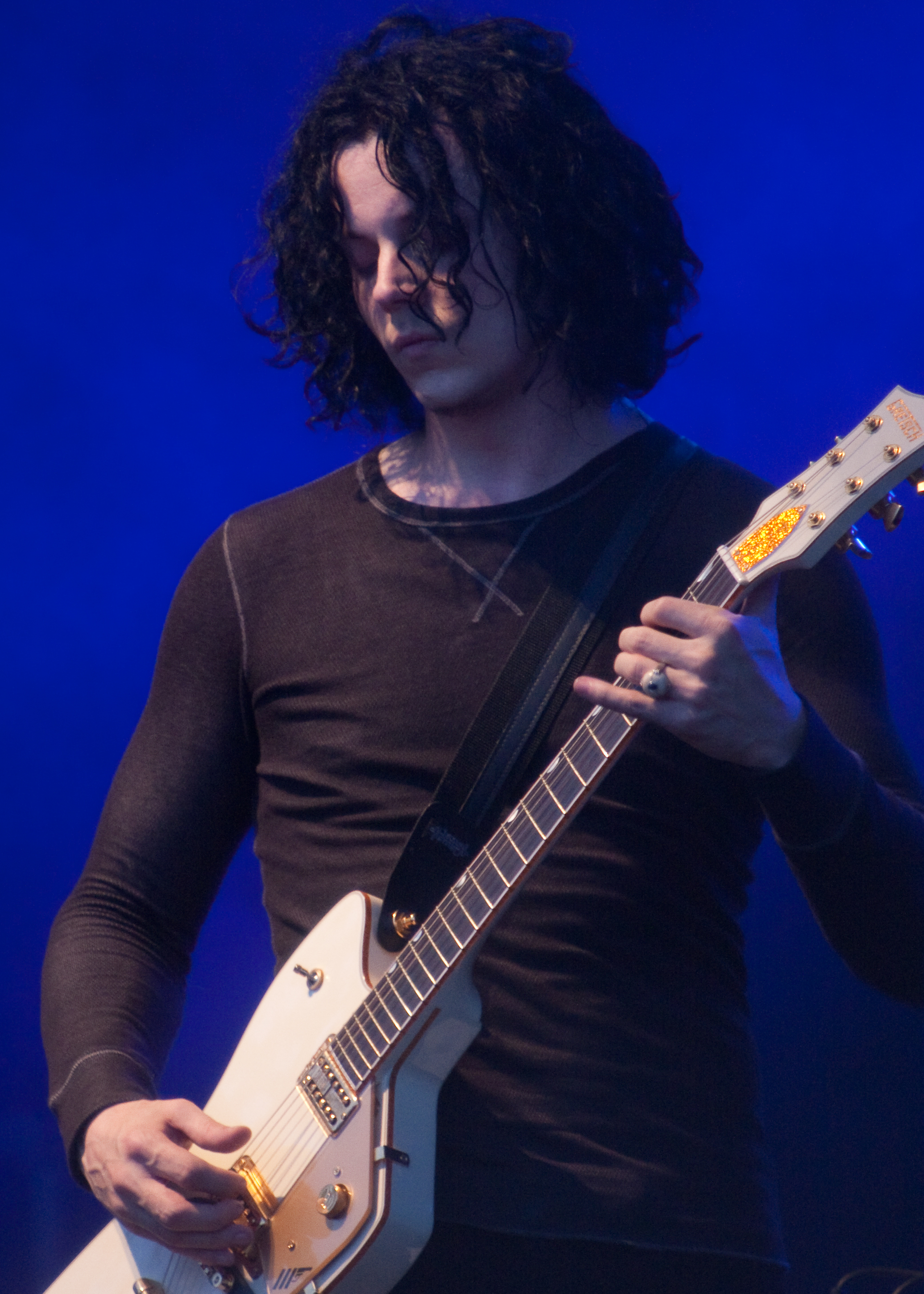
Swizz Beatz co-produziu quatro faixas, a maior quantidade por qualquer produtor.

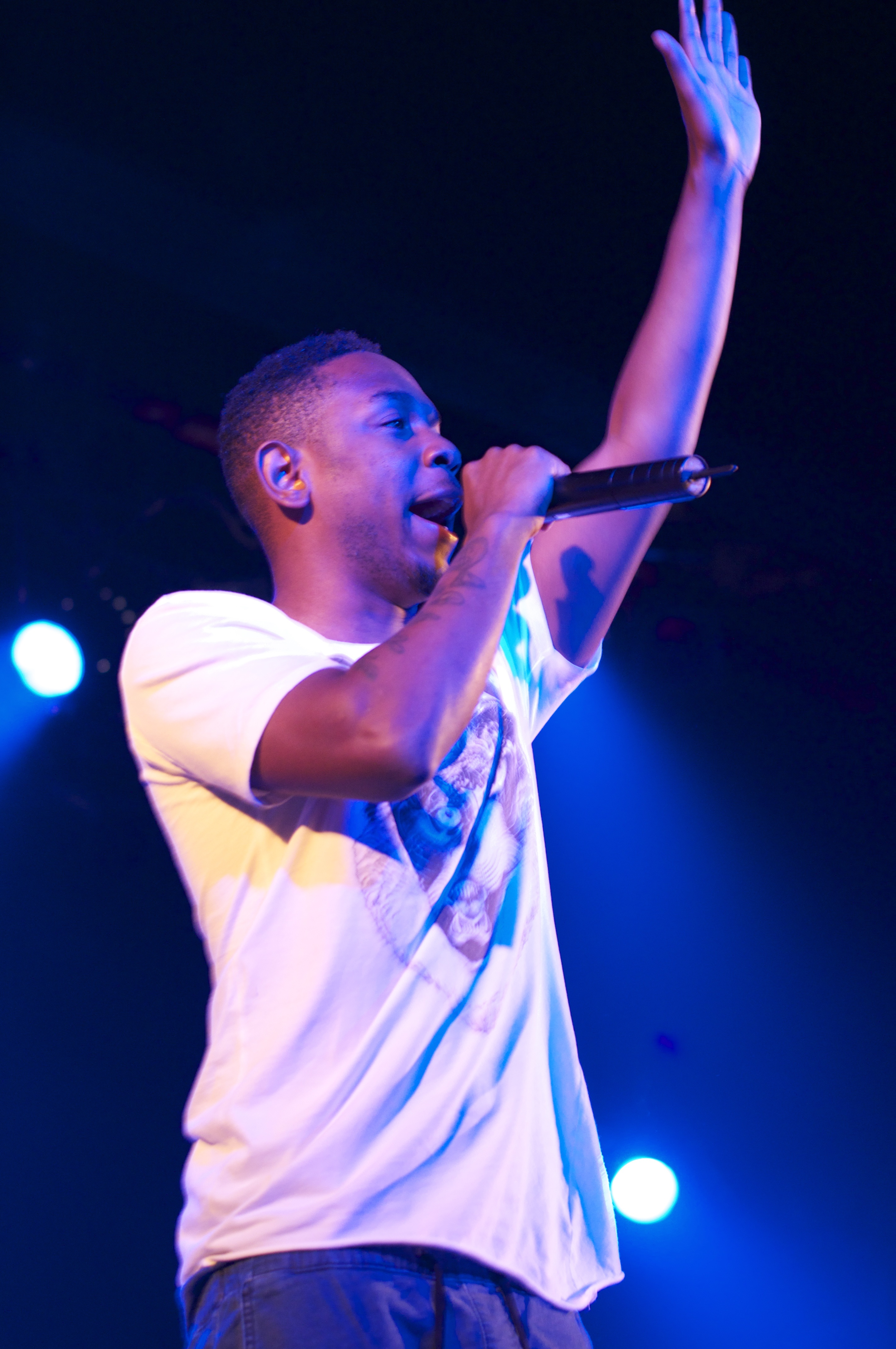
Solange Knowles co-compôs "Get Me Bodied" e foi usada como inspiração para a canção.

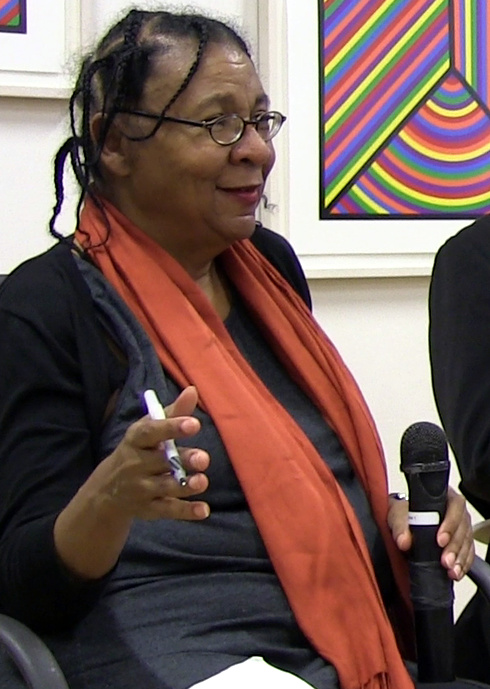
Jay-Z participou de duas canções, nas quais compôs os seus versos.

Lemonade começa de forma melancólica com "Pray You Catch Me", onde a cantora, sobre os sons profundos de acordes de piano, "reza" para que suas palavras despertem a comunicação entre ela e seu cônjuge, cantando: "Dá pra sentir o gosto da desonestidade / Está no seu hálito, enquanto você passa tão cavalheiro". Nas letras, Beyoncé expressa estar ciente da traição de seu marido, mas ela quer que ele saiba que ela sabe. Ela está cansada de esconder seu segredo: "Estou rezando para que você me pegue ouvindo". No vídeo, a cantora é vista completamente sozinha, isolada, demonstrando sua introspecção reflexiva sobre as aflições decorrentes da suspeita da traição. As cenas a capturam, ora numa banheira de madeira e sem água, ora transitando por uma vegetação seca e fria usando um traje preto com capuz – figurino também usado na cena do palco – sempre cobrindo a cabeça numa forma de se camuflar. A canção seguinte, "Hold Up" é um reggae-alternativo que contém samples de três canções; "Maps" (2003), do Yeah Yeah Yeahs, "Can't Get Used To Losing You" (1963), de Andy Williams, e "Turn My Swag On" (2008), de Soulja Boy. Liricamente, Beyoncé continua sua ode a Jay-Z ao afirmar que o ama incondicionalmente, mas que não é cega. "O que é pior? Parecer ciumenta ou louca? Prefiro ser louca", avisa. No vídeo, ela é vista destruindo vários carros e câmeras de segurança usando um taco de beisebol.
Em "Don't Hurt Yourself" ela deixa Jay Z saber muito naturalmente, "Você não é casado com nenhuma vadia qualquer, garoto". Junto com as letras sem sentido e os vocais baixo tenor de Jack White, são os ritmos propulsores e preenchimentos da bateria que dão a essa música muito de sua energia e poder. No final, ela professa: "Uh, este é seu aviso final/ Você sabe que eu te dou a vida/ Se você tentar essa merda de novo/ Você vai perder sua esposa". No vídeo, a personagem sai andando sobre vários carros. Trecho antes, Beyoncé narra o sofrimento causado pela traição do marido e o desejo de se tornar a amante dele. Mais à frente, é possível perceber que a cantora faz referências sobre tornar-se branca, dizendo: "Se isso é o que realmente você quer. Posso vestir a pele dela por cima da minha. O cabelo dela por cima do meu. As mãos dela como luva". A personagem segue com o poema, enquanto cenas do estacionamento são mescladas com momentos em preto e branco de um culto, entre mulheres, sendo realizado. Todas estão usando um vestido longo branco e amarradas umas às outras por meio das mangas. Elas tentam se libertar, fazendo movimentos de sobe e desce com o corpo, como se estivessem representando movimentos das ondas do mar. No final de tudo, a personagem da cantora morre. "Sorry", a quarta música, conta sobre o momento no qual a artista não demonstra arrependimento por ter deixado o marido infiel. Ao proferir a linha: "é melhor ele ligar para Becky com o cabelo bom (cabelo bom)", a cantora utiliza de um traço do discurso racista sobre beleza e estética para apontar que a amante do seu marido tem um "cabelo bom", ou seja, trata-se de uma mulher branca. O vídeo da faixa a apresenta dentro de um ônibus dançando e cantando com as bailarinas. À frente, vem a cena de um banco e em cima dele um casaco preto, uma blusa listrada e um chapéu de palha, que remetem às leis de segregação racial, mais conhecidas por leis de Jim Crow, que vigoraram nos Estados Unidos entre 1870 e 1960.
Beyoncé finalmente ostenta sua sensualidade em "6 Inch" ao usar saltos de 6 polegadas como uma metáfora, permitindo que os sapatos simbolizem riqueza e poder. A canção conta com participação do cantor canadense The Weeknd. No vídeo, ela aparece em cenas de inversão de papéis de gênero quando está à procura de prostitutos. Segue-se, então, "Daddy Lessons" é a primeira da artista em estilo country. Começando com os sons nítidos do trompete, que no início dá uma sensação — descrita por Amber Mackie, do portal Revolt —, como um jazz de Nova Orleans, mas esse momento dura pouco antes da artista começar a cantar; "Yee-haw/ Oh, oh, oh/ Texas, Texas (oh, oh, oh) Texas". Aqui, ela canta que seu pai a alertou sobre homens que, como ele, traem, cantando: "Ele me disse quando ele se for, aqui está o que você faz/quando os problemas chegam à cidade, e homens como eu aparecem/oh, meu pai disse para atirar". No vídeo, Beyoncé também detona os rumores de que seu pai nunca conheceu sua filha, Blue Ivy. Imagens caseiras mostram os dois brincando alegremente. Em "Love Drought", Beyoncé está tentando descobrir por que seu marido a traiu, ela pergunta: "Se eu não fosse a Beyoncé, você ainda me sentiria? /Tipo, no meu pior dia? Ou eu não sou atraente o suficiente?". Quando ela não consegue descobrir, ela pergunta diretamente na música: "Diga-me, o que eu fiz de errado?". É claro que Beyoncé quer caminhar em direção à reconciliação. No vídeo, ela recita poesia de Warsan Shire; "Se vamos curar, que seja glorioso". No visual, a vemos em fila com outras mulheres pretas, vestidas de branco e com faixas pretas perpendiculares em formato de cruz, caminhando em direção a um rio, utilizando d'água como elemento simbólico do para superar uma seca de amor.
A oitava obra de Lemonade é a balada "Sandcastles". Assim como a metáfora, de que um castelo de areia é levado pelo mar, a cantora relembra que quase deixou o amado, mas algo a mantinha ligada emocionalmente a ele. "Me mostre suas cicatrizes, que eu não vou embora", canta ela, ao clamar por sinceridade. No vídeo, Jay Z aparece pela primeira vez em posição de respeito pela esposa. Todo o cenário do capítulo remete a nova fase que o casal está passando ao respeito, ao perdão, à ressignificação do casamento, ao reconhecimento da imperfeição do ser humano e a compreensão de que a união dos dois tem um propósito baseado no amor que vence barreiras. "Forward" é um interlúdio. Aqui a intérprete sugere que, apesar dos problemas, o casamento está avançando. Em audiovisual ela denuncia a violência policial dando ênfase ao movimento Black Lives Matter, com quadros de negros brutalmente assassinados pela polícia americana sendo segurados por suas mães, um grito de voz pelas vidas negras. "Freedom" combina elementos de rock com a bateria militar e vocais agressivos. Seu lirismo é um protesto em nome das minorias, sejam elas raciais ou de gênero. O clipe mostra um grupo de mulheres negras cozinhando, paradas em um palco e jantando juntas. Esses fatos fazem uma ligação com o passado colonial, onde negras escravizadas cozinhavam para os colonizadores. Em seguida, aparece uma cena, à noite, em que Beyoncé canta a música, em cima do palco e as mulheres a assistem na plateia. Winnie Harlow, modelo canadense com vitiligo, também é mostrada com uma coroa de espinhos e se olhando num espelho de mão. A modelo também mostrada vestida de forma similar à orixá Oxum, que se olha fixamente no espelhos. Por fim, "Freedom" se encerra com a cena de Beyoncé e algumas mulheres em cima de uma árvore e outras abaixo, em posição de enfrentamento.
"All Night" número de reggae que retrata a reconstrução de um relacionamento depois de um período conturbado. A cantora diz em um monólogo uma receita de "limonada" passada de gerações em gerações, que como uma parábola foi desvendada por ela nessa sua luta contra a "maldição" que assola os lares negros e acometeu o seu. Com a frase "a vida me deu limões e eu fiz uma limonada", aqui expõe-se a resistência feminina e negra que foi ganhando forma no decorrer das gerações. Na edição em vídeo da obra, Beyoncé faz uma referência ao livro Salvation: Black People and Love (2001), da autora, Bell Hooks, ao narrar: "O amor verdadeiro trouxe a salvação para mim. E a minha tortura se tornou o meu remédio". A cena apresentada é de uma bailarina negra albina, na praia, assim como Beyoncé, que aparece na sequência. Isso é simbólico e se conecta com as abordagens de Hooks sobre o amor, principalmente devido à praia simbolizar a partida forçada de pessoas escravizadas do continente africano e a chegada delas a outros continentes. Beyoncé é vista carregando um semblante sério e melancólico, a passear pelo cenário. Também são mostrados distintos composições de casais, de homo a heterossexual, há diferentes etnias e idades. "Formation", a última do álbum, é um hip hop cujo lirismo mostra a intérprete cantando com orgulho sobre sua negritude. Em um momento, ela faz um apontamento estético sobre padrões de beleza, uma vez que narizes largos, como dos irmãos Jackson são vistos social e midiaticamente como feios e que precisam fazer a rinoplastia. Em seu visual, Beyoncé aparece na sala de uma casa do período colonial, com 5 mulheres negras, com vestidos que remetem a essa época. As bailarinas negras, com o penteado black power, dançam num estacionamento e dentro de uma piscina vazia, referenciando as leis de Jim Crow, que impediam pessoas negras de nadar em piscinas de clubes.

## Lançamento, arte e promoção

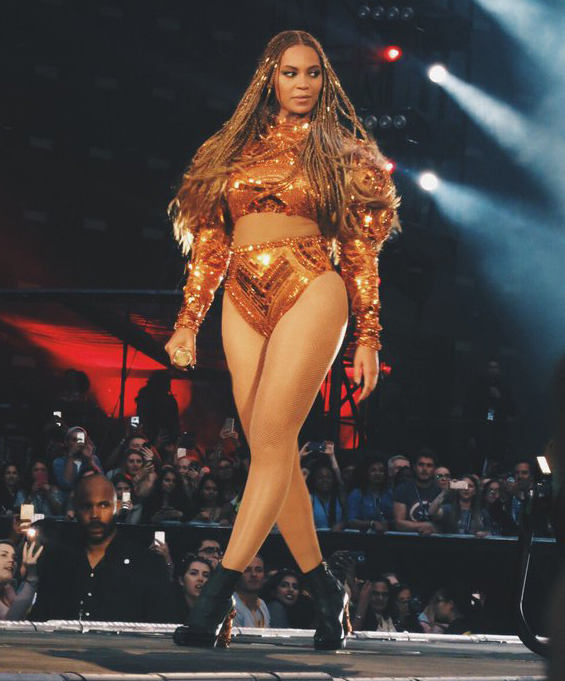
Beyoncé se apresentando durante um concerto da The Formation World Tour, no Wembley Stadium em Londres, Reino Unido, em 3 de julho de 2016.

Há algumas inspirações sugeridas para o título de Lemonade. A primeira vem da música "Freedom", que inclui no final uma gravação em áudio de dezembro de 2015, onde Hattie White, avó de Jay-Z, diz a uma multidão em sua festa de aniversário de seus 90 anos de idade: "Tive meus altos e baixos, mas sempre encontro força interior para me levantar. Atiraram-me limões, mas eu fiz limonada", referindo-se ao provérbio "quando a vida lhe der limões, faça limonada" que incentiva a transformar a acidez e a dificuldade em algo positivo. Beyoncé também faz uma conexão com sua própria avó, Agnez Deréon, usando sua receita de limonada que foi passada de geração em geração como uma metáfora para os mecanismos de cura passados de geração em geração. De acordo com a acadêmica Sandra Rita de Cássia Roz, o nome seria uma referência ao período da escravização, quando muitas pessoas negras "ingeriram" limonada na esperança que o limão clareasse suas peles. Já a autora do artigo Me serviram limões, Mas fiz Limonada, Gabriela de Araújo Sousa sentiu que o título alude que a artista "aprendeu com seus ancestrais a lição de transformar os obstáculos da vida em coisas valiosas". O serviço de streaming Tidal descreveu o conceito por trás da obra como "a jornada de autoconhecimento e cura de toda mulher". A capa do álbum apresenta Beyoncé ao lado de um carro, vestindo um casaco de pele e tranças box braids, escondendo o rosto atrás do braço. Foi feita durante as filmagens do videoclipe de "Don't Hurt Yourself".
Lemonade foi disponibilizado pela primeira vez para streaming on-line via Tidal em 23 de abril de 2016 através da Parkwood Entertainment e Columbia Records, e para download digital no dia seguinte. Foi lançado nos formatos CD e DVD em 6 de maio de 2016. Uma caixa especial limitada intitulada How to Make Lemonade foi disponibilizado para pré-encomenda em 18 de agosto de 2017, contendo um livro de mesa de centro de 600 páginas, apresentando um conjunto de fotos e conteúdo de bastidores mostrando a produção do álbum, e um LP de vinil duplo, lançado separadamente em 15 do mesmo mês. Em abril de 2019, o álbum foi liberado nas plataformas de streaming, incluindo o Spotify, Deezer e Apple Music.
Beyoncé cantou "Formation" no show do intervalo do Super Bowl 50 como parte de sua participação no evento. Ela apresentou "Freedom", com Lamar, como o número de abertura nos BET Awards, em 27 de junho. Em 28 de agosto, durante os MTV Video Music Awards, a artista executou um medley de dezesseis minutos contendo: "Pray You Catch Me", "Hold Up", "Sorry", "Don't Hurt Yourself" e "Formation". A performance foi classificada pela Billboard como a melhor já realizada em premiações. Em 19 de outubro, deu voz a "6 Inch" e "All Night" no concerto beneficente TIDAL X, realizado no Barclays Center no Brooklyn. Um remix de "Daddy Lessons", apresentando a banda Dixie Chicks, foi lançado gratuitamente em 2 de novembro na conta de Beyoncé no SoundCloud, como um single promocional. Anteriormente, estreou no número 41 no Billboard Hot 100 dos EUA. Em 20 do mesmo mês, foi disponibilizado na iTunes Store para compra e em todos os serviços de streaming. Também em 2 de novembro, Beyoncé cantou o tema com as Dixie Chicks durante a 50.ª edição dos Country Music Association Awards. "All Night" foi apresentado em dezembro, no Parkwood Entertainment Holiday Party. Na 60ª edição dos Grammy Awards, ocorrida em 12 de fevereiro de 2017, Beyoncé interpretou "Love Drought" e "Sandcastles". Para promover ainda mais o álbum, a artista embarcou na The Formation World Tour, que visitou estádios na América do Norte e Europa. A turnê começou em 27 de abril de 2016 no Marlins Park em Miami, Flórida e terminou em 7 de outubro do mesmo ano no MetLife Stadium em East Rutherford, Nova Jérsei. Ainda na metade de 2016, foi classificada pela Pollstar como a digressão mais lucrativa na América do Norte e mundialmente, na primeira e segunda colocação, respectivamente, com apenas 25 shows realizados. No total, arrecadou 256 milhões de dólares através de 49 concertos esgotados e 2.2 milhões de ingressos vendidos, tornando-se a mais lucrativa da carreira da cantora até então e a mais bem sucedida do ano por um artista solo.

## Repercussão

### Crítica profissional
| Críticas profissionais | Críticas profissionais |
| Pontuações agregadas   | Pontuações agregadas   |
| Fonte                  | Avaliação              |
| ---------------------- | ---------------------- |
| Metacritic             | 92/100                 |
| Avaliações da crítica  |                        |
| Fonte                  | Avaliação              |
| AllMusic               | [ 20 ]                 |
| The Daily Telegraph    | [ 72 ]                 |
| Entertainment Weekly   | A+                     |
| The Guardian           | [ 73 ]                 |
| The Independent        | [ 74 ]                 |
| NME                    | 4/5                    |
| Pitchfork              | 8.5/10                 |
| Rolling Stone          | [ 77 ]                 |
| Spin                   | 9/10                   |
| Vice                   | A−                     |

Lemonade recebeu ampla aclamação dos críticos de música, a qual prezaram sua experimentação de diferentes gêneros musicais, a produção, os vocais de Beyoncé e a abordagem política que reflete a sua vida pessoal. No agregador de resenhas Metacritic, que estabelece uma média de até cem pontos com base nas avaliações dos críticos musicais, o álbum obteve 95 pontos de aprovação, que foram baseados em 33 resenhas recolhidas, o que indica "aclamação universal". Andy Kellman, do banco de dados AllMusic, observou que em seu conteúdo a intérprete "usa seu alcance para exigir contrição de seu parceiro adúltero, afirmar sua excelência, refletir sobre os laços com os homens em sua vida e seus relacionamentos com outras mulheres, e se pergunta se sua confiança pode ser reconquistada. Os momentos catárticos e dolorosos aqui ressoam de uma maneira que poucos, se é que algum, [dos artistas] contemporâneos de Beyoncé encontraram". O escritor do Spin, Greg Tate considera este disco "um triunfo de marketing e musicalidade, espetáculo e música, visão e colaboração, assimilação ao estilo Borg". Elogiando tanto o filme quanto o álbum, Tate o descreve: "Visualmente, literariamente, coreograficamente, cinematograficamente, esse acesso total às suas credenciais sulistas aparece no projeto da HBO como evidência ritual de que Bey passou seu tempo livre mergulhando no misticismo de vanguarda da poesia feminista negra, escrita de romances, dança, arte de galeria e cinema [...] O álbum, no entanto, está aí para suga-lo sonoramente para sua órbita gravitacional do contemporâneo à moda antiga, colocando o fardo da conjuração em sua mistura fumegante de batidas, melodias e seduções vocais em interpretações sobre corações partidos a alegres. Em seu mergulho aos mistérios carnais e esotéricos, a Rainha Bey eleva os espíritos, faz a carne latejar e reúne suas tropas".
Alexis Petridis, do jornal britânico The Guardian, sentiu que Beyoncé soava "genuinamente imperiosa" no álbum, a qual considerou não "menos estimulante em sua abordagem do que o filme". Petridis elogia o arco musical dele, comentando sobre como a música "lentamente se transforma em um frenesi justo de raiva, mudando da calma da abertura em "Pray You Catch Me" para a ebulição esparsa em "Hold Up" [...] antes de finalmente ferver na fantástica "Don't Hurt Yourself": um vocal feroz e distorcido tão dominante quanto qualquer coisa que ela já gravou". O escritor do The Daily Telegraph, Jonathan Bernstein opinou que este era o seu trabalho mais forte até à data e a "prova que existe uma linha tênue entre o amor e o ódio". Nekesa Moody e Mohamad Soliman, jornalistas do The Washington Post, o viram como um projeto "profundamente pessoal, mas [...] também uma declaração social e política arrojada". Escrevendo para o The New York Times, Jon Pareles elogiou os vocais da intérprete e sua coragem para falar sobre temas que afetam tantas pessoas, analisando que "o álbum não está em preso a fórmulas de rádio ou pré-estabelecidas por um single; os fãs provavelmente exploraram o álbum inteiro, transmitindo cada faixa e ouvindo o quão longe [...] Beyoncé está disposta a ir". Na percepção de Greg Kot, do Chicago Tribune, o "progresso artístico" da artista parece "leve" no contexto dos aspectos "mais pessoais, crus e relacionáveis" do disco — que sentiu ser uma peça musical "claramente concebida" —, o que significa que há uma "visão unificadora" para o que pode ter se prestado a ser "uma miscelânea lindamente embalada". Ele concluiu notando que, na obra, "Beyoncé soa muito como uma mulher com quem não se deve mexer".
Revendo o álbum para o The Independent, Everett True o adjetivou de "impetuoso, insurgente, ferozmente orgulhoso, amplo e focado em sua insatisfação". Ray Rahman, em análise para a Entertainment Weekly, avaliou que "muitos ainda vão ficar obcecados com o que Jay Z fez e com quem. Se você quer gastar seu tempo especulando, legal: isso é problema seu. Mas Beyoncé não está preocupada com isso. Ela está muito ocupada lançando seu álbum mais ousado, mais ambicioso e melhor até agora. Dedos do meio para cima". Rob Sheffield, da Rolling Stone, notou que, "apesar de toda a raiva e dor [presente] nas músicas, ela faz tudo parecer afirmativo, apenas mais um capítulo da 'bíblia de Beyoncé'". Concluindo que a obra "faz jus a cada centímetro desse status de super-heroína em Lemonade. Como a destruidora de corações profissional sobre a qual ela canta em "6 Inch", ela assassinou todo mundo e o mundo foi sua testemunha". Jillian Mapes, da Pitchfork, concorda. Ele expressa: "A cadência cada vez mais característica, o dialeto e a atitude geral em Lemonade falam de seu status como estrela pop — mas sendo Bey, ela não para por aí —," ele prova que a cantora também "é um novo tipo de estrela pop pós-gênero". Para a editora Annie Zaleski, do The A.V. Club, a obra é "mais um passo sísmico para Beyoncé como musicista" que "empurra a música pop para lugares mais inteligentes e profundos".
Sal Cinquemani, da Slant Magazine, o definiu como "o trabalho mais lírico e tematicamente coerente [da artista] até hoje". Jamie Milton, da revista DIY, ressaltou que "há muito mais do que uma história envolvente para extrair dessa obra arrasadora", onde "Beyoncé pode se considerar uma pessoa que assume riscos e inova, estando ao lado das mais corajosas" artistas. Para o editor Shahzaib Hussain, da revista Clash, "Lemonade é Beyoncé mais benevolente e mais madura. Tratando sua negritude não como uma aflição, mas como um farol comemorativo", é também "uma retribuição catártica há muito esperada". Já Larry Bartleet, do NME, o definiu como "doce, mas com força". Ele positivou a escolha "surpreendentemente variada" de colaboradores e os vocais "matizados" da intérprete em "All Night". Apesar disso, ele expressa que, "onde sua enorme equipe falha em inovar, é nos poucos cortes do meio do álbum sobre aceitação e perdão; a principal delas é a horrível "Daddy Lessons", que mistura gritos com rimas chatas". Maura Johnston, da Time, descreveu suas faixas como "frescas, mas instantaneamente familiares". Erin Lowers, do Exclaim!, indicou: "Se você já recebeu limões, você precisa de Lemonade". Ele o considera "um disco no qual milhões encontrarão suas próprias lutas refletidas de volta para eles, tão terapêutico quanto totalmente deslumbrante". Britt Julious, da página Consequence of Sound, analisou que "o álbum visual, teceu capítulos de tristeza emocional em uma obra de arte sobre a mulher negra [...] Separado do visual, o disco em si age tão habilmente quanto o filme, expondo os elementos mais crus da vida pessoal de Beyoncé enquanto os enquadra contra o universal; as maquinações da paranoia interna, o poço de fúria e raiva que tudo consome e as profundezas sem fundo da tristeza". A cantora, em sua visão, entregou ao ouvinte uma obra "crua ainda, polido, bonito ainda feio". O escritor Evan Sawdey, do portal PopMatters, comentou que poucos discos poderiam ser considerados "tão ousados, complexos ou resolutos quanto Lemonade", enquanto Mark Savage, do BBC, avaliou que, "com um arco narrativo complexo [...] que exige ser ouvido de uma só vez", a obra solidificou a intérprete como "uma artista de álbuns com um alcance que se estendia para além da execução no rádio".

### Reconhecimento
No final de 2016, Lemonade apareceu em várias listas de críticos classificando-o entre os melhores álbuns do ano. De acordo com Metacritic, foi o segundo mais predominante citado nas listas de melhores discos do período. Entre as várias publicações que o colocaram em primeiro lugar estão a Rolling Stone, Billboard, Entertainment Weekly, The Guardian, Digital Spy, The Independent, The Associated Press, The New York Times (organizada por Jon Pareles), Los Angeles Times (Mikael Wood list), PopMatters, Pretty Much Amazing, Idolator, Stereogum, Complex, Consequence of Sound, Wired, e US Weekly. Paste, USA Today, NPR, e We Plug Good Music. Na pesquisa Pazz & Jop, do Village Voice, sobre os melhores da música em 2016, Lemonade constou em segundo lugar. Para Slant, foi o terceiro melhor, enquanto Exclaim!, listou-o no número quatro ao compilar os melhores do pop e rock do período. De acordo com a Spin, foi o sexto melhor. A NME colocou-o no décimo nono lugar, a revista FACT no décimo quinto, a Drowned in Sound no número doze, a Uncut no décimo, Mojo no número doze, a Q no décimo terceiro, e, por fim, a Tiny Mix Tapes em trinta e dois. Para a Sight & Sound, que compilou os melhores filmes de 2016, este foi 26.º. Em um catálogo semelhante, David Ehrlich, um crítico de cinema do IndieWire, colocou o registro no número vinte e três. Já o editor do The Daily Beast, Jen Yamato classificou-o no número nove.
Em 2017, a NPR elencou Lemonade em sexto lugar dentre os 150 melhores discos feitos por mulheres. A Rolling Stone não apenas considerou-o este o 32.º entre 500 melhores álbuns de todos os tempos — enaltecendo a sua exploração sobre "as traições da negritude americana" e "todas as tradições musicais do país" —, mas também o melhor do século 21 (até 2025). Em uma lista similar, o The Guardian considerou o 25.º do mesmo período. A Consequence of Sound nomeou-o o segundo entre os melhores dos últimos 15 anos (2007–2022) e o 18.º de todos os tempos. Ao reunir os 300 melhores da história, a Paste posicionou a obra em 55. Foi incluído na oitava colocação da compilação "Riscos na arte do século XXI", organizada pela BBC Radio 4, com os juízes argumentando que Beyoncé "resistiu à pressão comercial de não ser política para defender o que acreditava e deixar o público entrar em sua vida pessoal como nunca antes". Classificou-se na posição 9, na lista dos 100 melhores projetos da existência da The Quietus. No catálogo com os 100 melhores álbuns já lançados, a Apple Music elegeu Lemonade o 10.º melhor, argumentando:
| “ | São os detalhes que fazem do álbum uma obra com a qual o ouvinte se identifica e que salientam a força de cada música. O projeto é furioso, desafiador, angustiado, vulnerável, experimental, vigoroso, triunfante, bem-humorado e corajoso – um manifesto comovente lançado sem aviso prévio numa época de grande escrutínio público e sofrimento pessoal. Ele também é surpreendentemente difícil. Às lágrimas, ela ruge com vontade em “Freedom”: “Eu vou continuar em frente porque uma vencedora não desiste de si mesma” ¬– às vezes até Beyoncé precisa invocar a sua Beyoncé interior. Essa força abrangente – da letra, da voz, da música e dela mesma – fez com que Beyoncé passasse de lenda para algo mais próximo de uma super-heroína da vida real. | ” |

"Formation" venceu em três categorias no BET Awards de 2016, nomeadamente Vídeo do Ano, Prêmio Centric e Prêmio de Escolha do Espectador. Na edição de 2017 da mesma premiação, Beyoncé foi indicada em 7 categorias e ganhou 5, incluindo Álbum do Ano, Vídeo do Ano (para "Sorry") e Melhor Artista R&B/Pop Feminino. O filme Lemonade concorreu a quatro Primetime Emmy Awards, incluindo Especial de Destaque e Especial de Destaque para uma Variedade Especial. Das quatro categorias, Beyoncé venceu os dois mencionados. Foi laureado a Álbum do Ano nos MTV Video Music Awards de 2016. Nos Soul Train Music Awards, a cantora foi nomeada para oito troféus, entre os quais Melhor Artista Feminina, Lemonade para Álbum do Ano, e "Formation" para Canção e Vídeo do Ano. Ela ganhou todos os quatro. Já o filme foi reconhecido como o "Melhor Programa de TV: Série Especial ou Limitada" nos African American Film Critics Association. Nos NAACP Image Awards, o disco concorreu a "Álbum de Destaque e Variedade de Destaque: Série ou Especial", "Formation" a "Canção Excelente e Videoclipe Excelente", e "Freedom" a Duo, Grupo ou Colaboração de Destaque, e Canção Extraordinária. A artista recebeu quatro láureas, entre elas Álbum de Destaque, Canção Extraordinária e Duo, Grupo ou Colaboração de Destaque por "Freedom" e Videoclipe Excelente por "Formation". Os ADG Excellence in Production Design Awards reconheceu a obra com o troféu Melhor Prêmio ou Evento Especial, bem como "Hold Up", "6 Inch" e "Denial", todos sendo indicados para Melhor Formato Curto: Web Series, Videoclipe ou Comercial.
Na 59.ª cerimônia dos Grammy Awards, Lemonade venceu como Melhor Álbum Urbano Contemporâneo, além de ter sido indicado para Álbum do Ano e Melhor Filme Musical. "Formation" foi laureado Melhor Videoclipe, concorrendo ainda a Gravação do Ano e Canção do Ano. Já "Hold Up" foi nomeado a Melhor Performance Pop Solo, "Don't Hurt Yourself" para Melhor Performance Rock e "Freedom" para Melhor Performance de Rap Melódico. Angariou o troféu de Melhor Documentário ou Especial de Televisão nos Black Reel Awards de 2017. Venceu um prêmio Peabody na categoria Entretenimento, juntamente com a seguinte descrição pelo júri: "Lemonade extrai das prolíficas sensibilidades literárias, musicais, cinematográficas e estéticas dos produtores culturais negros para criar uma rica tapeçaria de inovação poética. A audácia de seu alcance e a ferocidade de sua visão desafiam nossa imaginação cultural, enquanto elaboram uma impressionante e sublime obra-prima sobre a vida das mulheres de cor e os laços de amizade raramente vistos ou ouvidos na cultura popular americana".

## Singles

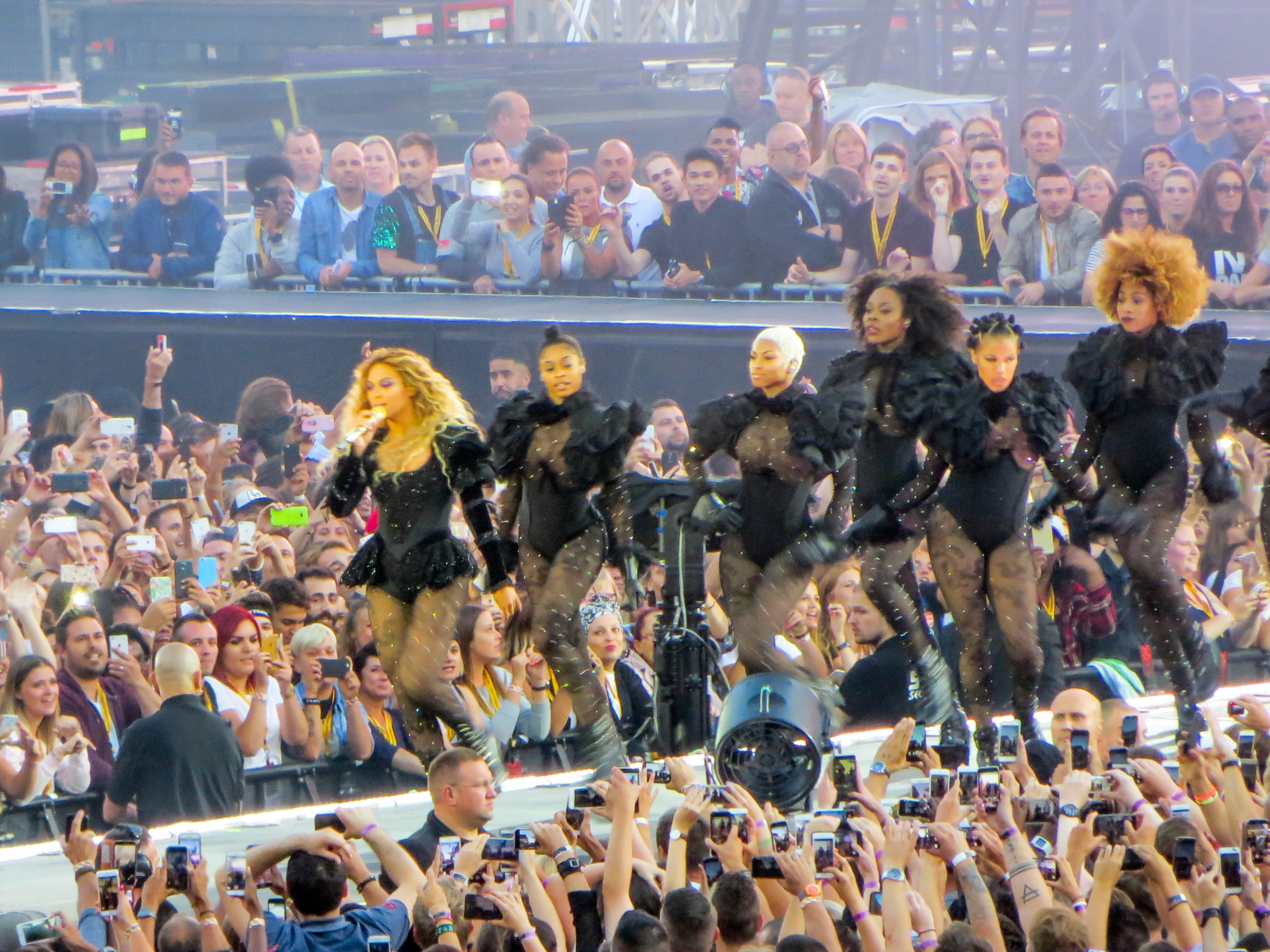
Beyoncé apresentando "Formation" na Renaissance World Tour em 2023

Em 6 de fevereiro de 2016, "Formation" foi lançado como o primeiro single de Lemonade exclusivamente no Tidal, junto com o videoclipe que o acompanha. Em 2021, a Rolling Stone o colocou na 73.ª 
posição em sua lista das 500 melhores canções de todos os tempos. Sua gravação audiovisual ganhou todas as seis indicações em que concorria nos MTV Video Music Awards de 2016, incluindo Vídeo do Ano. Recebeu três indicações a 59.ª edição dos Grammy Awards — Gravação do Ano, Canção do Ano e Melhor Videoclipe —, ganhando o último prêmio. Comercialmente, a música alcançou 10.ª posição na parada estadunidense Billboard Hot 100.
"Sorry" foi lançado como o segundo single em 3 de maio. Na Billboard Hot 100 chegou até o número 11. A terceira música de trabalho, "Hold Up", foi liberada pela primeira vez em estações de rádio contemporâneas na Alemanha e Reino Unido em 12 de maio, e, no dia 16, começou a ser veiculada em rádios nos Estados Unidos. Alcançou o número treze como melhor na  Billboard Hot 100. Concorreu a Desempenho Solo de Música Pop, na 59.ª edição dos Grammy Awards.
"Freedom" foi lançado como o quarto foco de promoção do registro. Foi enviado para estações de rádio em 9 de setembro. No âmbito comercial, chegou ao número 35 na Billboard Hot 100. Já "All Night", lançado como o quinto e último single de Lemonade em 6 de dezembro de 2016, obteve o número trinta e oito na Billboard Hot 100.

## Impacto e legado

### Indústria musical
Lemonade foi creditado por reviver a importância de trazer um conceito para um álbum durante uma era dominada por singles e streaming, e por popularizar o tendência de álbuns visuais acompanhantes. Jamieson Cox, para a The Verge, considerou que a obra é "o ponto final de uma mudança lenta em direção a discos pop coesos e egocêntricos", e que ele definiu "um novo padrão para a narrativa pop na escala mais alta possível". Megan Carpentier, do The Guardian, escreveu que "quase reviveu o formato de álbum" como "um trabalho imersivo e densamente texturizado em grande escala" que só pode ser ouvido na íntegra. Myf Warhurst, locutor da estação de rádio Double J, avaliou que Beyoncé "mudou [o conceito de um disco] para uma narrativa com um arco e uma história que você tem que ouvir a coisa toda para entender o seu conceito". Escrevendo no The New York Times, Katherine Schulten concordou, questionando: "Como você fala sobre a evolução contínua do videoclipe e de um disco autobiográfico sem considerar Lemonade como um exemplar de ambas as formas?". Joe Coscarelli, da mesma publicação, observa como "alguns artistas de alto padrão estão seguindo o modelo de Beyoncé com "mini-filmes" de conceito sofisticado que podem adicionar peso artístico aos seus projetos", citando Endless, de Frank Ocean, e Please Forgive Me, de Drake como exemplos de obras de artistas inspirados por Lemonade. Outros trabalhos que supostamente também seguiram esse precedente, são The Unauthorized Bash Brothers Experience, de Lonely Island, Anima, de Thom Yorke, Sound & Fury, de Sturgill Simpson, e Entergalactic, de Kid Cudi; todos lançados com projetos com filmes complementares.
O uso de vários gêneros musicais distintos por Beyoncé em Lemonade foi creditado por estabelecer o precedente para a música transcender um único estilo, com a NPR sentindo que o álbum "nos leva a este momento em que o pós-gênero se torna uma coisa". O projeto também foi creditado por dar início à recuperação de gêneros como rock e country — que são comumente associados a pessoas brancas —, de volta a sua origem afro-americana. "Daddy Lessons" foi visto como o percursor de uma tendência de "estrelas pop brincando com a estética do oeste e do sul americano", bem como estabelecer o precedente para a "The Yeehaw Agenda", a tendência de recuperar a cultura do cowboy por pessoas negras através da música e da moda. Notou-se que "Don't Hurt Yourself" trouxe o rock de volta na voz de mulheres negras, com Brittany Spanos, da Rolling Stone, alegando que "é um aceno importante para o lugar frequentemente esquecido que as mulheres negras tiveram na inspiração e formação do gênero. Visto sob essa luz, o tom feroz e vingativo de "Don't Hurt Yourself" assume um significado cultural mais amplo".
Vários artistas revelaram terem sido inspirados pelo disco de Beyoncé. O rapper Snoop Dogg nomeou seu décimo quarto álbum de estúdio Coolaid (2016) após Lemonade. O grupo feminino britânico Little Mix citou-o como inspiração para Glory Days (2016). Citando-o como um de seus discos favoritos de todos os tempos, a também britânica Ellie Rowsell, do Wolf Alice, revelou que a obra a ajudou a "pensar mais sobre o que faz um bom álbum fluir". O cantor The-Dream escreveu uma música em resposta a Lemonade, intitulada "Lemon Lean", contido em seu EP Love You to Death. Ele sentiu que o projeto mudou a maneira como as pessoas pensam sobre seus relacionamentos. A comediante Lahna Turner o homenageou em um álbum visual intitulado Limeade. Para criar seu EP visual Get Lost, o cantor Matt Palmer foi inspirado pelo disco de Beyoncé. Straight Outta Oz, o segundo álbum de estúdio do músico Todrick Hall, foi feito como um álbum visual devido a Lemonade.
De acordo com Ann Powers, editora da NPR, a cantora Fiona Apple tomou Lemonade como referência ao implementar tradições musicais negras em Fetch the Bolt Cutters (2020), enquanto Jenna Wortham, do The New York Times, traçou um paralelo entre os dois álbuns, observando que ambos são "modelos de como absorver toda essa emoção e como rejeitá-la de uma forma catártica e construtiva". Now, da canadense Shania Twain, na opinião de Dan Weiss, da Billboard, "não poderia ter existido sem" Lemonade, como algo que "mudou completamente o curso da história dos álbuns de término" no qual o artista é "alguém em seu auge criativo se lançando em novos nichos, dominando novos territórios musicais". Kadeen Griffiths, da Bustle,  afirma que o disco de Beyoncé, ao lidar com questões relacionadas às mulheres negras, "abriu caminho" para outras musicistas abordarem a mesma temática. Tais como Here, de Alicia Keys, e A Seat at the Table, de Solange. Danielle Koku, do The Guardian, considera: "Ao levar o misticismo africano ao cenário mundial, Beyoncé o despojou de seus antigos rótulos pagãos". Muitos críticos especializados notaram que 4:44 (2017) — o décimo terceiro álbum de estúdio de Jay-Z —, é uma resposta a Lemonade, como na canção "Family Feud", onde ele responde o verso de "Sorry" que diz: "É melhor você ligar para Becky do cabelo bom", retrucando: "Deixe-me em paz, Becky".
Ao vencer o troféu de Álbum do Ano (2017), nos Grammy Awards de 2017, Adele o dedicou a Beyoncé e disse: "A artista da minha vida é Beyoncé [...] o disco Lemonade é tão monumental". Em 2021, em uma entrevista para Vogue, a britânica afirmou que Lemonade deveria ter ganhado o referido prêmio em vez de seu ábum 25. Após a cerimônia, ela foi ao camarim de Beyoncé e "disse a ela, tipo, a maneira como o Grammy funciona, e as pessoas que controlam sua gestão, eles não sabem o que é um álbum visual. Eles não querem apoiar a maneira como ela está levando as coisas adiante com seus lançamentos e as coisas sobre as quais ela está falando". A britânica revelou que o prêmio que recebeu pelo correio estava quebrado e que expremeu um limão na parte quebrada, afirmando: "[P]ara [minhas] amigas que são mulheres racializadas, [Lemonade] foi um grande reconhecimento para elas, do tipo de sofrimento minado pelo qual elas passam". Stevie Wonder o considera "uma grande obra, uma grande obra de arte". O vocalista do U2, Bono, incluiu "Freedom" em seu projeto "60 Músicas que Salvaram Minha Vida", para comemorar seu 60º aniversário, escrevendo: "Nos meus 60 anos, me serviram muitos pratos, mas raramente um como o álbum Lemonade da Rainha Bey".

### Cultura popular

#### Arte e literatura

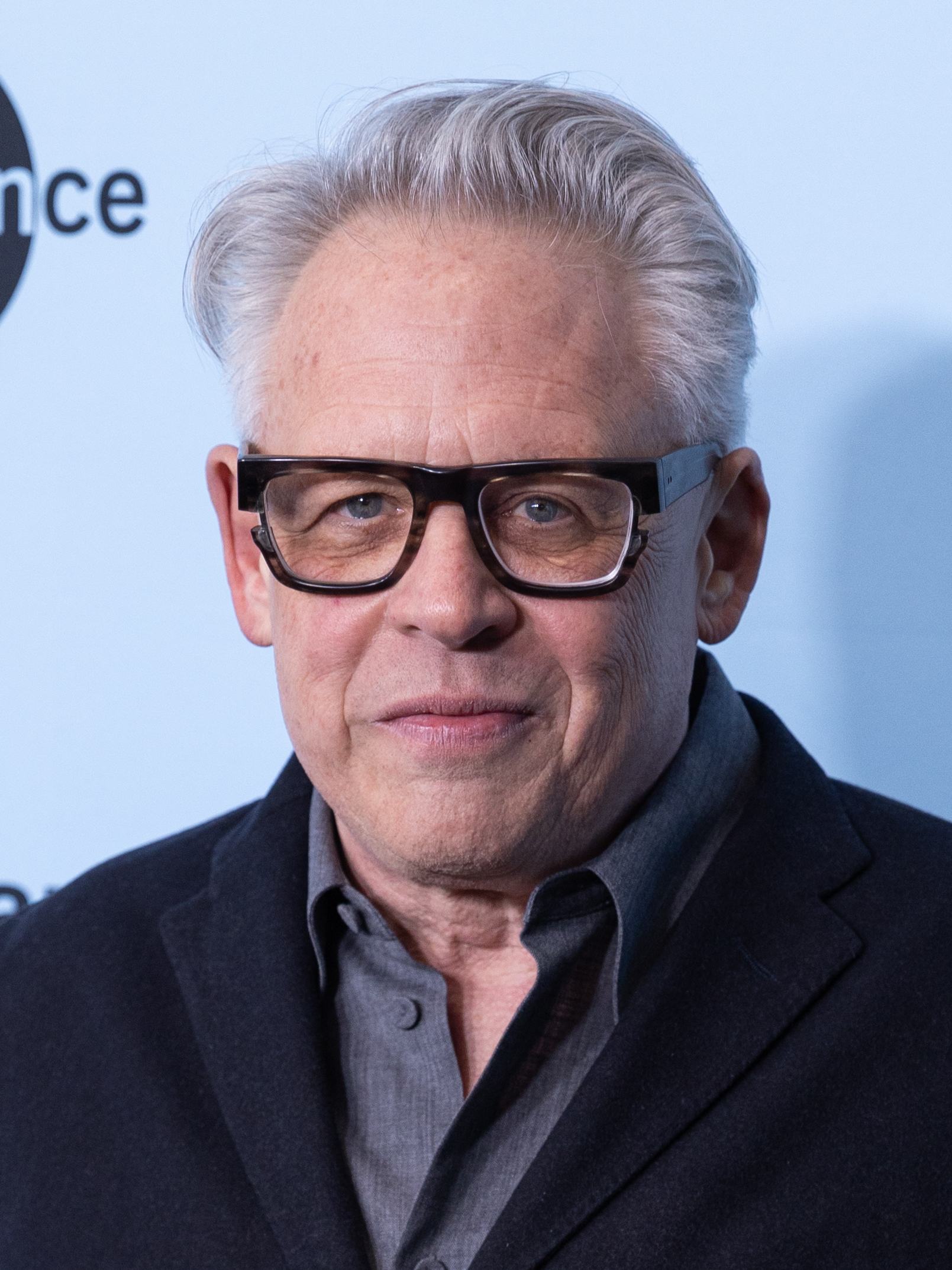
Bill Condon (foto) tomou os visuais de Lemonade como inspiração para compor o figurino de Beauty and the Beast (2017).

Lemonade inspirou artistas em outras mídias além da música, incluindo arte, literatura, cinema, televisão e teatro. Misha Green, criador de Lovecraft Country, explicou como o disco influenciou a direção e o fluxo da trilha sonora da série, dizendo: "O que Beyoncé fez em Lemonade, trazendo os poemas e nos levando nessa colagem de uma jornada, não foi apenas música e visuais. [Foram] também palavras e usar essas palavras como uma trilha sonora". Bill Condon, diretor de Beauty and the Beast (2017), revelou que os visuais por trás do álbum o inspiraram para a elaboração da película: "Você olha para o brilhante filme de Beyoncé, Lemonade, esse gênero está assumindo tantas formas diferentes [...] Eu realmente acho que esse musical tradicional antigo que se transforma em música é algo que as pessoas entendem e realmente querem".
Em 2018, a releitura do Royal National Theatre da peça Antônio e Cleópatra, de Shakespeare, apresentou um figurino inspirado em Lemonade, com a figurinista Evie Gurney descrevendo como ela queria traçar um paralelo entre Cleopatra e Beyoncé, já que esta última é "uma mulher aos olhos do público que foi submetida a muito escrutínio [e] realmente criou uma plataforma para si mesma para retomar a narrativa de sua própria história, e foi um extraordinário ato de poder". A personagem de Catherine of Aragon no musical Six, da Broadway, também foi inspirada no visual da cantora no filme do álbum. Hole (2018), peça de Ellie Kendrick, foi descrita por seus diretores como uma versão teatral de Lemonade, como uma obra de arte sobre feminismo e opressão histórica das mulheres que consiste em música, dança e palavra falada.
O estilista Salvador Camarena prestou homenagem ao disco ao projetar uma sala em sua homenagem durante a chamada Semana do Modernismo, justificando: "Esse álbum é visualmente deslumbrante. Há tantos figurinos icônicos no vídeo, eu meio que queria implementar esse mundo naquela sala". A antologia A Phoenix First Must Burn editada por Patrice Caldwell, que explora "a experiência negra por meio da fantasia, ficção científica e magia", tem o objetivo de "evocar o álbum para um público adolescente". Um jogo eletrônico intitulado "Lemonade Rage" foi criado em homenagem a Lemonade e ao videoclipe de "Hold Up". A capa da história em quadrinhos America, da franquia Marvel, prestou homenagem ao videoclipe "Formation", com seu ilustrador dizendo: "É uma história em quadrinhos que trata de representação, feminismo e luta pelo que é certo [...] Não consegui pensar em nenhum paralelo melhor do que Beyoncé".

#### Tendências
As vendas do livro Teaching My Mother How to Give Birth, de Warsan Shire, aumentaram de 700 a 800% depois que sua poesia foi incluída no filme Lemonade. A menção da Red Lobster em "Formation" aumentou as vendas da rede de restaurantes em 33%, o que fez com que os funcionários renomeassem itens populares do cardápio em homenagem a intérprete e chamassem o efeito de "Beyoncé Bounce". Os designers dos figurinos que ela usou no filme falaram com a Complex sobre o impacto que isso teve em suas carreiras; por exemplo, Natalia Fedner, que desenhou o vestido de Beyoncé para "Hold Up", afirmou que, graças a isso, "eu estava no Entertainment Tonight sendo aclamada como uma 'designer de relevância'". Nos visuais da obra há imagens do filme Daughters of the Dust, o que ajudou a traze-lo de volta aos cinemas, com a diretora Julie Dash o atribuindo por levá-la "a lugares que eu não via há muito, muito tempo. Isso apenas reconfirmou muitas coisas que eu sei serem verdadeiras sobre o estilo visual e as metáforas visuais. E o uso de metáforas visuais na criação, redefinição e reformulação de uma cultura afro dentro deste novo mundo".
O popular penteado que a cantora exibi na capa do disco tornou-se bastante popular entre diversas mulheres negras. Georgia Murray, do Refinery29, observou que o vestido amarelo que a artista traja no vídeo de "Hold Up", "deu início a uma obsessão pelo amarelo cujos efeitos ainda estamos vendo hoje". Observou-se que o uso de emojis de limão e abelha aumentaram significativamente após o lançamento do disco, com um porta-voz do Twitter dizendo à Time: "Antes de Lemonade, os emojis de limão não tinha significado. Desde o lançamento de Lemonade, eles assumiram um significado próprio". O prêmio Melhor Vídeo de Longa Duração, que Beyoncé finalmente ganhou nos MTV Video Music Awards de 2016, foi reintroduzido após 25 anos devido ao filme Lemonade.

#### Paródias e homenagens
Lemonade foi parodiado e homenageado em várias mídias. Em um episódio de Unbreakable Kimmy Schmidt intitulado "Kimmy's Roommate Lemonades!", o personagem Titus Andromedon parodiou os vídeos de "Hold Up", "Sorry" e "All Night" depois que ele suspeita de infidelidade de seu namorado, cunhando o termo "Lemonading". Este episódio foi posteriormente indicado para dois Emmy Awards: "Hell No" concorreu a Melhor Música Original e Letras pela paródia de "Hold Up", e Melhor Ator Coadjuvante em Série de Comédia para Tituss Burgess. O videoclipe de "Hold Up" também foi homenageado em The Simpsons, Making a Scene with James Franco, The Ellen DeGeneres Show, The Late Show with Stephen Colbert, e The Daily Show.
O programa SNL produziu duas esquetes sobre Lemonade: um intitulado "The Day Beyoncé Turned Black" depois que Beyoncé lançou o 'assumidamente negro' "Formation", e o outro intitulado "Melanianade", que parodiou o videoclipe de "Sorry" com imitações de familiares e assessoras femininas de Donald Trump. Em um esquete do Late Night with Seth Meyers intitulado "Beyoncé Lemonade Late Night Aftermath", funcionárias empoderadas pelo disco prestaram homenagem aos seus visuais, figurinos, músicas e poesias apresentados no filme. O The Late Late Show with James Corden produziu uma paródia intitulada "Lemonjames: A Visual Monologue", onde James Corden deu seu monólogo recriando partes da película, como os videoclipes "Pray You Catch Me", "Don't Hurt Yourself" e "6 Inch". A atriz Goldie Hawn e a comediante Amy Schumer produziram uma paródia de "Formation". A estreia da segunda temporada de Crazy Ex-Girlfriend apresentou um número musical que era uma homenagem a Lemonade, incluindo paródias de "Formation" e "Pray You Catch Me". Várias figuras públicas femininas afro-americanas, incluindo Michelle Obama e Serena Williams, celebraram o 36º aniversário de Beyoncé recriando um traje que ela usou no videoclipe de "Formation". Em 2020, o comediante britânico James Acaster no primeiro episódio de seu podcast (no qual ele discute com vários comediantes por que 2016 foi o melhor ano da música) apresentou Romesh Ranganathan e se concentrou no "gênio de Lemonade".

### Recepção intelectual

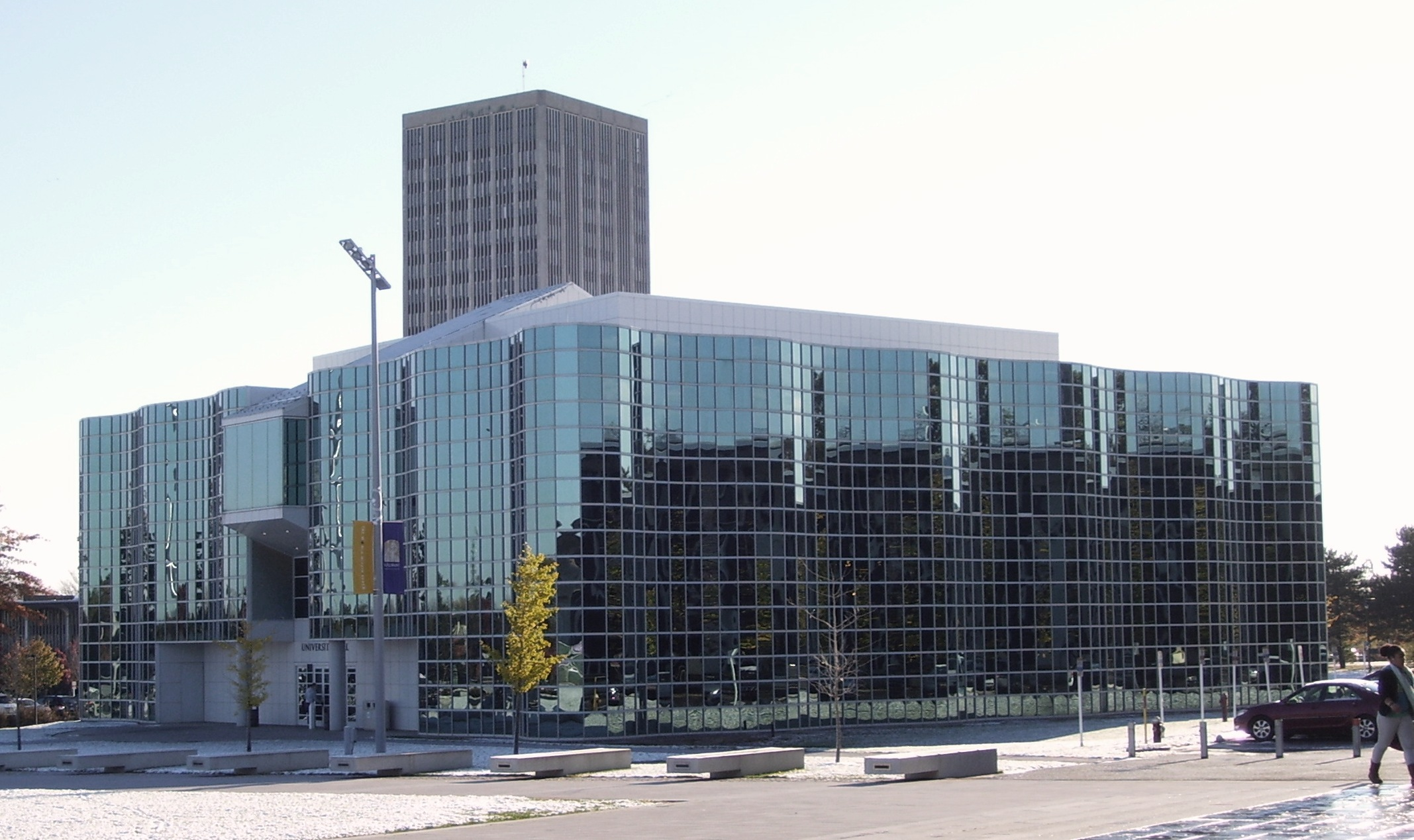
Uma aula baseada em Lmeonade foi ministrada por uma professora da Universidade do Estado de Nova Iorque em Albany (foto).

Lemonade também recebeu atenção notável de acadêmicos e autores de fora da indústria musical. Em parceria com o Festival de Artes e Humanidades Zora Neale Hurston, uma palestra no Seminole State College discutiu como Beyoncé ao incorporar "a mulher conjure" no disco soa "como uma revisão contemporânea do estudo inovador de Zora Neale Hurston sobre conjure e seu lugar no trabalho espiritual das mulheres negras". O Museu do Design de Atlanta (MODA) anunciou "O Projeto Lemonade"; uma série de conversas de doze meses centrada no álbum visual. A série explora temas abordados nele, tais como raça, gênero e classe.
Kinitra Brooks e Kameelah Martin produziram "O Leitor de Lemonade", descrito como "uma ferramenta educacional para apoiar e orientar discussões sobre o álbum visual em níveis de pós-graduação e graduação, [que] critica as múltiplas influências  
afrodiaspóricas do disco, a estética visual, o arco narrativo de luto e cura e o alcance etnomusicológico". A professora Omise'eke Tinsley, da Universidade do Texas em Austin, escreveu um livro intitulado Beyoncé in Formation: Remixing Black Feminism (2018), que "analisa o álbum visual de Beyoncé, Lemonade, em relação à sexualidade e ao gênero das mulheres negras". A professora Janell Hobson, da Universidade do Estado de Nova Iorque em Albany, produziu um plano de aula baseado na obra, justificando: "Com base nos diferentes temas capturados no texto multifacetado do álbum visual — da cultura das celebridades e o que a jornalista Andi Zeisler chama de "feminismo de mercado" ao feminismo/mulherismo negro e aos precursores e influências artísticas de Beyoncé — cursos focados em mulheres, mídia e cultura popular ou nas histórias e criatividade das mulheres negras se beneficiariam do ensino desta obra". O podcast Dissect dedicou sua sexta temporada à "obra-prima de Beyoncé; Lemonade".

#### Raça e identidade
Em 2020, um artigo do New York Times intitulado "A arte afro-americana moldando o século 21" – que apresentava 35 artistas negros proeminentes falando sobre o trabalho que mais os inspira –, a atriz americana Kerry Washington descreveu Lemonade como uma virada de jogo "visualmente, musicalmente, mas também sociopoliticamente e antropologicamente". O lançamento de "Formation" e a consequente apresentação no Super Bowl 50 causaram conversas e controvérsias devido à sua "negritude sem remorso". Muitos artigos de opinião foram produzidos discutindo a importância e o significado da música e da apresentação, como a BBC, que produziu um artigo intitulado "A apresentação de Beyoncé no Super Bowl: por que foi tão significativa?" e o portal TheWrap, que produziu um artigo intitulado "Por que a 'Formation' de Beyoncé é tão importante: uma estreia política perfeitamente coreografada perante 112 milhões". O projeto como um todo também inspirou muitos artigos de opinião, especialmente escritos por mulheres negras, que analisam as mensagens e o significado do álbum. À exemplo de Miriam Bale, da Billboard, que chamou-o de "uma obra revolucionária do feminismo negro".
Megan Carpentier, do The Guardian, o considera "um fenômeno da cultura pop", alegando: "Não é exagero dizer que não há outro artista musical vivo que poderia acender uma conversa tão ampla e inevitável apenas lançando um novo álbum, mesmo um visual." Escrevendo na mesma publicação, Syreeta McFadden observou que o vídeo de "Formation" retrata mulheres negras do sul arquetípicas "de maneiras que não vimos frequentemente representadas na arte ou cultura popular". Em seu artigo sobre a obra, Thaís Nazaria expressa: "Podemos afirmar que Beyoncé usa a cultura popular baseando-se nas novas sensibilidades como forma de expressão, pois há presença da arte política com detalhes estéticos que ela aborda fazendo referências à grandes potências, como, por exemplo, à ativista Rosa Parks. Isso mostra o quanto ela se aproxima de sua decolonialidade, e deixa de lado todas as críticas acerca da mídia que tentava a todo custo apagar sua história como mulher negra". Para a Time, Melissa Harris-Perry avaliou que "Beyoncé abraçou publicamente a negritude explicitamente feminista em um momento politicamente arriscado" Candace McDuffie, da Glamour, sentiu que com "a pungente obra-prima sobre a beleza dinâmica da feminilidade negra, Beyoncé se tornou o zeitgeist cultural e reforçou a ideia de que tudo o que ela faz causa pandemônio em escala global".

#### Estudo acadêmico

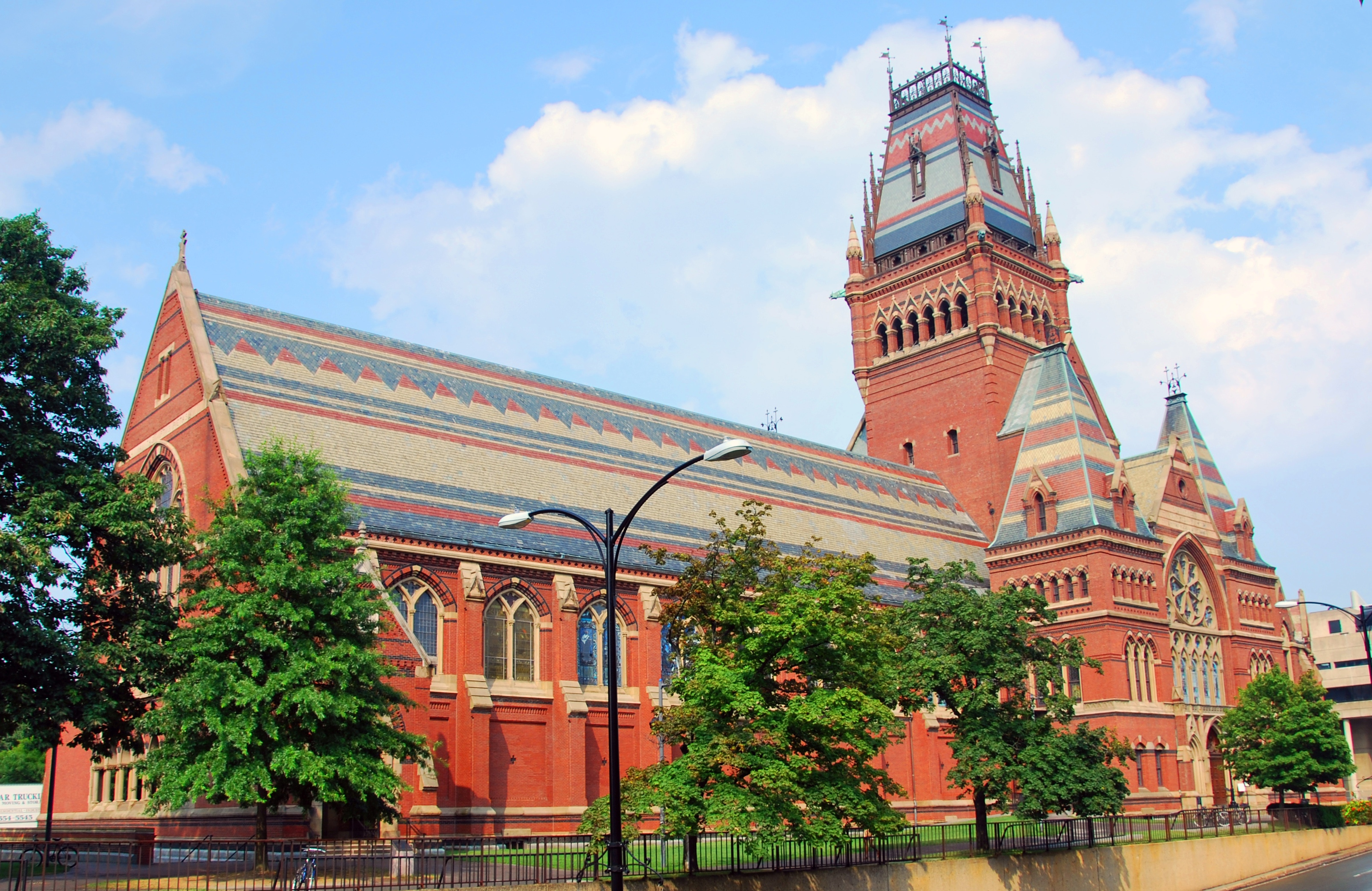
A Universidade de Harvard (foto) sediou uma discussão acadêmica sobre Lemonade

Desde seu lançamento, o álbum gerou um grande programa de estudos literários e acadêmicos. O tendo como base, a Universidade do Texas em San Antonio ofereceu uma aula no outono de 2016. O curso, intitulado "Mulheres negras, Beyoncé e cultura popular", o explorou como "uma meditação sobre a feminilidade negra contemporânea", antes de avançar e mergulhar nas "estruturas teóricas, históricas e literárias do feminismo negro", de acordo com o programa.
Inspirado no título e temática do disco, a Universidade do Tennessee sediou uma "Semana da Limonada", em abril de 2017, que contou com discussões sobre feminismo, apresentações teatrais, celebrações de escritoras e poetisas afro-americanas e tutoriais de coreografia. De igual forma, a Universidade de Harvard sediou a "Um Mergulho no Limão": uma discussão que explorou as nuances de Lemonade. A Universidade do Arkansas ofereceu um curso que analisou a influência do feminismo negro sob a cantora na obra. Por meio de sua temática, foi oferecido um estudo que discutiu política, raça e gênero por meio da Universidade da Pensilvânia.
A Universidade de Michigan organizou uma discussão sobre o projeto como parte de sua série para "trocar ideias e explorar as experiências vividas por comunidades sub-representadas e marginalizadas". O tendo como base, uma aula de redação foi oforecida na Universidade Chatham baseou uma aula de redação em Lemonade, onde "os alunos podem examinar como se encaixam nos sistemas de poder ao seu redor". Um outro curso sobre "desvendar os muitos temas encontrados em Lemonade" — incluindo "identidade negra, feminismo, infidelidade conjugal, irmandade e fé" —, foi ministrado na Universidade Estadual de Valdosta. A Faculdade de Charleston organizou uma discussão por acadêmicas feministas negras, explorando "o uso de paisagens do sul, mulheres negras, música e espiritualidade de base africana por Beyoncé". Uma aula intitulada "Ok, meninas, agora vamos entrar em formação: feminismo interseccional em Lemonade de Beyoncé", foi ministrada na Universidade da Geórgia do Norte  que explorou a música, as letras e os visuais do projeto.

## Lista de faixas
| Lemonade – disco 1 (áudio) |                                                        | |                                                                  |         |  |
| N.º                        | Título                                                 | Compositor(es) | Produtor(es)                                                     | Duração |  |
| 1.                         | "Pray You Catch Me"                                    | Kevin Garrett Beyoncé James Blake | Garrett Beyoncé Jeremy McDonald                                  | 3:16    |  |
| 2.                         | "Hold Up"                                              | Thomas Wesley Pentz Ezra Koenig Beyoncé Emile Haynie Joshua Tillman Uzoechi Emenike Sean Rhoden Doc Pomus Mort Schuman DeAndre Way Antonio Randolph Kelvin McConnell Brian Chase Karen Orzolek Nick Zinner | Diplo Beyoncé Ezra Koenig                                        | 3:41    |  |
| 3.                         | "Don't Hurt Yourself" (com participação de Jack White) | Jack White Beyoncé Diana Gordon James Page Robert Plant John Paul Jones John Bonham | White Beyoncé Derek Dixie [b]                                    | 3:54    |  |
| 4.                         | "Sorry"                                                | Gordon Rhoden Beyoncé | MeLo-X Beyoncé Gordon Hit-Boy [b] HazeBanga [b] Stuart White [c] | 3:53    |  |
| 5.                         | "6 Inch" (com participação de The Weeknd)              | Abel Tesfaye Beyoncé Danny Schofield Ben Diehl Terius Nash Ahmad Balshe Boots Dave Portner Noah Lennox Brian Weitz Burt Bacharach Hal David                                                                | DannyBoyStyles Ben Billions Beyoncé Boots Dixie [c]              | 4:20    |  |
| 6.                         | "Daddy Lessons"                                        | Gordon Beyoncé Kevin Cossom Alex Delicata | Beyoncé Dixie [b] Delicata [b]                                   | 4:48    |  |
| 7.                         | "Love Drought"                                         | Mike Dean Ingrid Burley Beyoncé | Dean Beyoncé                                                     | 3:57    |  |
| 8.                         | "Sandcastles"                                          | Vincent Berry II Beyoncé Malik Yusef Midian Mathers | Beyoncé Berry II                                                 | 3:03    |  |
| 9.                         | "Forward" (com participação de James Blake)            | Blake Beyoncé | Blake Beyoncé                                                    | 1:19    |  |
| 10.                        | "Freedom" (com participação de Kendrick Lamar)         | Jonathan Coffer Beyoncé Carla Williams Arrow Benjamin Kendrick Duckworth Frank Tirado Alan Lomax John Lomax, Sr.                                                                                           | Jonny Coffer Beyoncé Just Blaze                                  | 4:50    |  |
| 11.                        | "All Night"                                            | Pentz Beyoncé Henry Allen Ilsey Juber Theron Thomas Timothy Thomas Akil King Jaramye Daniels André Benjamin Patrick Brown Antwan Patton                                                                    | Diplo Beyoncé Henry [b]                                          | 5:22    |  |
| 12.                        | "Formation"                                            | Michael L. Williams II Khalif Brown Asheton Hogan Beyoncé | Mike Will Made-It Beyoncé Pluss [b]                              | 3:26    |  |
| Duração total:             | Duração total:                                         | Duração total: | Duração total:                                                   | 45:49   |  |

| Lemonade – disco 2 (visual) |                           | |         |  |
| N.º                         | Título                    | Diretor(es) | Duração |  |
| 13.                         | "Lemonade (versão filme)" | Beyoncé Knowles-Carter Kahlil Joseph Matsoukas [d] Todd Tourso [d] Dikayl Rimmasch [d] Jonas Åkerlund [d] Mark Romanek [d] | 65:22   |  |

Notas
- ↑[a] A edição visual foi lançada em CD/DVD, download digital e no Tidal.[249] A edição em CD/DVD não inclui "Sorry" (demo original). A edição disponível no Tidal também inclui o vídeo de "Formation" (versão coreográfica).[52]
- ↑[b]  significa um coprodutor.
- ↑[c]  significa um produtor adicional.
- ↑[d]  significa um diretor adicional.

Créditos de demonstração
- "Hold Up" contém demonstrações de "Can't Get Used to Losing You", escrita por Jerome "Doc" Pomus e Mort Shuman, e cantada por Andy Williams; elementos de "Maps", escrita por Brian Chase, Karen Orzolek e Nick Zinner e interpretada por Yeah Yeah Yeahs; e porções de "Turn My Swag On", escrita por DeAndre Way, Antonio Randolph e Kelvin McConnell e interpretada por Soulja Boy.
- 'Don't Hurt Your Yourself" apresenta demonstrações de "When the Levee Breaks", escrita por James Page, Robert Plant, John Paul Jones e John Bonham, e interpretada por Led Zeppelin.
- "6 Inch" possui demonstrações de "Walk on By", escrita por Burt Bacharach e Hal David e interpretada por Isaac Hayes, e uma interpolação de "My Girls", escrita por David Portner, Noah Lennox e Brian Weitz, e interpretada por Animal Collective.
- "Freedom" contém demonstrações de "Let Me Try", escrita por Frak Tirado, e interpretada por Kaleidoscope; demonstrações de "Collection Speech/Unidentified Lining Hymn", cantada por Reverend R.C. Crenshaw; e demonstrações de "Stewball", cantada por Prisoner "22".
- "All Night" possui demonstrações de "SpottieOttieDopaliscious", escrita por Andre Benjamin, Patrick Brown e Antwan Patton e interpretada por OutKast.
- "Lemonade" apresenta demonstrações de "The Court of the Crimson King", escrita por Malcolm Nichols, Kyle Cox e Robert Fripp, e interpretada por King Crimson.

## Equipe e colaboradores
Locais de gravação
| - The Beehive (Los Angeles, Califórnia) - Conway Recording Studios (Los Angeles, Califórnia) - Henson Recording Studios (Los Angeles, Califórnia) - Record Plant Studios (Los Angeles, Califórnia) - Larrabee Sound Studios (Los Angeles, Califórnia) | - Mirrorball Studios, Pacifique Recording Studios (North Hollywood, Califórnia) - Apex Studio (Burbank, Califórnia) - Mad Decent Studios (Burbank, Califórnia) - Skip Saylor Recording Studio (Northridge, Califórnia) - Jungle City Studios (Nova Iorque) |

Músicos
- Beyoncé: vocais (todas as faixas)
- Jack White: vocais, baixo elétrico (faixa 3)
- The Weeknd: vocais (faixa 5)
- James Blake: vocais e piano (faixa 9); baixo (faixa 1)
- Kendrick Lamar: vocais (faixa 10)
- MeLo-X: vocais de apoio (faixa 2)
- Ruby Amanfu: vocais de apoio (faixa 3)
- Chrissy Collins: vocais de apoio (faixa 4)
- Belly: vocais de apoio (faixa 5)
- Arrow Benjamin: vocais de apoio (faixa 10)
- Diplo: vocais de apoio (faixa 11); programação de bateria (faixas 2, 11)
- King Henry: vocais de apoio, programação de bateria & guitarra (faixa 11)
- Jr Blender: programação de bateria & guitarra (faixa 2)
- Derek Dixie: bateria (faixas 3, 6, 11); instrumentação adicional (faixa 5, 11); bateria e banda liderando a sessão (faixa 6); arranjo de cordas (faixas 11, 12)
- Mike Dean: programação de bateria e teclados (faixa 7)
- Patrick Keeler: bateria (faixa 3)
- Jon Brion: arranjo de cordas (faixas 1, 3, 11)
- Eric Gorfain: cordas e orquestrações (faixas 1, 3, 11)
- Daphne Chen: cordas (faixas 1, 3, 11)
- Charlie Bisharat: cordas (faixas 1, 3, 11)
- Josefina Vergara: cordas (faixas 1, 3, 11)
- Songa Lee: cordas (faixas 1, 3, 11)
- Marisa Kuney: cordas (faixas 1, 3, 11)
- Neel Hammond: cordas (faixas 1, 3, 11)
- Susan Chatman: cordas (faixas 1, 3, 11)
- Katie Sloan: cordas (faixas 1, 3, 11)
- Amy Wickman: cordas (faixas 1, 3, 11)
- Lisa Dondlinger: cordas (faixas 1, 3, 11)
- Terry Glenny: cordas (faixas 1, 3, 11)
- Ina Veli: cordas (faixas 1, 3, 11)
- Gina Kronstadt: cordas (faixas 1, 3, 11)
- Yelena Yegoryan: cordas (faixas 1, 3, 11)
- Radu Pieptea: cordas (faixas 1, 3, 11)
- Crystal Alforque: cordas (faixas 1, 3, 11)
- Serena McKinney: cordas (faixas 1, 3, 11)
- Leah Katz: cordas (faixas 1, 3, 11)
- Alma Fernandez: cordas (faixas 1, 3, 11)
- Rodney Wirtz: cordas (faixas 1, 3, 11)
- Briana Bandy: cordas (faixas 1, 3, 11)
- Anna Bulbrook: cordas (faixas 1, 3, 11)
- Grace Park: cordas (faixas 1, 3, 11)
- Richard Dodd: cordas (faixas 1, 3, 11)
- John Krovoza: cordas (faixas 1, 3, 11)
- Ira Glansbeek: cordas (faixas 1, 3, 11)
- Vanessa Fairbairn-Smith: cordas (faixas 1, 3, 11)
- Ginger Murphy: cordas (faixas 1, 3, 11)
- Adrienne Woods: cordas (faixas 1, 3, 11)
- Denise Briese: cordas (faixas 1, 3, 11)
- Ryan Cross: cordas (faixas 1, 3, 11)
- Geoff Osika: cordas (faixas 1, 3, 11)
- Fats Kaplan: cordas (faixa 3)
- Lindsey Smith-Trestle: cordas (faixa 3)
- Mark Watrous: cordas, Órgão Hammond (faixa 3)
- Randolph Ellis: Órgão (faixas 6, 11)
- Peter Ortega: Órgão (faixas 6, 11)
- Christopher Gray: Órgão (faixas 6, 11)
- Richard Lucchese: Órgão (faixas 6, 11)
- Patrick Williams: harmônica (faixa 6)
- Eric Walls: guitarra (faixa 6)
- Courtney Leonard: baixo (faixa 6)
- Marcus Miller: baixo (faixas 10, 11)
- Jack Chambazyan: sintetizador (faixa 8)
- Boots: arranjo de sintetizador (faixa 8); programação adicional (faixa 10)
- B. Carr: programação adicional (faixa 4)
- Too Many Zooz: instrumentação adicional (faixa 6)
- Myles William: programação adicional (faixa 10)
- Matt Doe: trompete (faixa 12)
- Swae Lee: ad-libs (faixa 12)
- Big Freedia: improvisos de fundo adicionais (faixa 12)
- Kevin Garrett: piano (faixa 1)
- Vincent Berry II: piano (faixa 8)
- Canei Finch: piano adicional (faixa 10)

Técnico
- Beyoncé: produção vocal (todas as faixas); produção executiva
- Greg Koller: engenharia de cordas (faixas 1, 3, 11); engenharia de teclado (faixas 1, 11); engenharia de baixo (faixa 11)
- Stuart White: gravação e engenharia (todas as faixas); mixagem (faixas 1–4, 6, 7, 9, 10, 12, 13); produção adicional (faixa 4)
- Vance Powell: gravação (faixa 3)
- Joshua V. Smith: gravação, overdubs adicionais & Pro Tools (faixa 3)
- Ramon Rivas: engenharia adicional (faixas 1–7, 9–11)
- Mike Dean: engenharia (faixa 7)
- Derek Dixie: assistente de engenharia de gravação (faixa 6)
- Eric Caudieux: Gravação de edição do Pro Tools (faixas 1, 3, 11); gravação de teclado (faixa 1, 11)
- Jon Shacter: assistência de engenharia (faixa 2)
- Lester Mendoza: gravação de instrumentação adicional (faixa 3); engenharia de gravação de banda (faixa 6); gravação de buzina (faixa 11)
- Ed Spear: assistência adicional de estúdio (faixa 3)
- Tony Maserati: mixagem (faixas 5, 8, 11)
- Jaycen Joshua: mixagem (faixa 12)
- John Cranfield: assistente de engenharia de gravação (faixa 1, 9, 11), assistente de engenharia de mixagem (faixa 2–4, 6, 7, 10)
- Tyler Scott: assistente de engenharia de mixagem (faixas 5, 11)
- James Krausse: assistente de engenharia de mixagem (faixa 5)
- Miles Comaskey: assistente de engenharia de mixagem (faixa 8)
- Arthur Chambazyan: assistente de engenharia de mixagem (faixa 12); assistência de estúdio (faixas 1–4, 6, 7, 9, 10, 12)
- David Nakaji: assistente de engenharia de mixagem (faixa 12)
- Maddox Chhim : assistente de engenharia de mixagem (faixa 12)
- Dave Kutch: masterização (faixa (todas as faixas)
- Teresa LaBarbera Whites: executiva A&R

## Desempenho comercial
Nos Estados Unidos, Lemonade estreou em primeiro lugar na parada Billboard 200, com 653 mil unidades equivalentes contabilizadas em sua primeira semana. Nesse montante, 485 mil foram vendas puras (de forma física e digital). Essa quantia foi a maior entre qualquer álbum de uma mulher na primeira semana de lançamento em 2016. Com isso, Beyoncé quebrou o recorde anteriormente empatado com a banda DMX e tornou-se o primeiro artista na história a debutar seus primeiros seis discos na posição máxima da tabela. Na mesma atualização, ela se tornou a primeira cantora a colocar doze ou mais músicas na Billboard Hot 100 simultaneamente, sendo todas de Lemonade, um recorde antes detido por Taylor Swift com Speak Now (2010). Além disso, obteve 115 milhões de streams no Tidal, a maior quantidade para um disco de uma mulher até então. Em sua segunda semana, caiu para o número dois, vendendo 321 unidades equivalentes, 196 mil das quais eram puras, permanecendo na mesma posição na terceira atualização com outras 201 mil unidades equivalentes e 153 mil puras. De acordo com a Nielsen SoundScan, com 1 milhão e 200 mil cópias, o registro foi o terceiro mais comprado no país em 2016, ficando atrás apenas de Views, de Drake e 25, de Adele, respectivamente. Foi certificado como platina quádrupla pela Recording Industry Association of America (RIAA), denotando vendas equivalentes a mais de 4 milhões de réplicas em território estadunidense. No Canadá, Lemonade debutou no comando da Canadian Albums Chart, produzindo vendas de 33 mil unidades em sua primeira edição. A Music Canada o qualificou como platina dupla, devido a comercialização de 200 mil réplicas no país. No Brasil, sua edição audiovisual veio a encabeçar a parada de vendas de DVD; posteriormente, a Pro-Música Brasil (PMB) reconheceu a comercialização de 40 mil exemplares com uma certificação de platina.
No Reino Unido, Lemonade estreou no topo da UK Albums Chart — vendendo 73 mil cópias em sua primeira semana de liberação —, sendo 10 mil réplicas equivalentes (14% do total de vendas); essa cifra representou a maior equivalência de streams obtidas por um álbum desde que a Official Charts Company passou a contabiliza-los, e marcando a terceira liderança de Beyoncé na tabela. Recebeu um certificado de platina pela British Phonographic Industry (BPI), representando 300 mil compras. Assim como na Billboard Hot 100, todas as faixas de seu alinhamento estrearam nas cem primeiras colocações do UK Singles Chart. Ao redor da Europa, o projeto também foi o líder nas paradas da região belga de Flandres, Croácia, Escócia, Irlanda, Nova Zelândia, Noruega, Países Baixos, Portugal, República Checa e Suécia. Na Oceania, alcançou o mesmo posto na Austrália e na Nova Zelândia. A primeira nação acabou por certificar a obra como platina dupla, devido as vendas de 140 mil cópias no país. Já a segunda nação o condecorou como platina pelo consumo de 15 mil réplicas. Com 2.5 milhões de unidades faturadas, Lemonade foi reconhecido como o álbum mais adquirido em todo o mundo em 2016.
| País — Tabela musical (2016)                  | Posição de pico |
| --------------------------------------------- | --------------- |
| Alemanha (GfK Entertainment Charts)           | 3               |
| Austrália (ARIA Charts)                       | 1               |
| Austrália (ARIA Urban Albums Chart)           | 1               |
| Áustria (Ö3 Austria Top 40)                   | 9               |
| Bélgica (Ultratop 50 de Flandres)             | 1               |
| Bélgica (Ultratop 40 da Valônia)              | 9               |
| Brasil (ABPD Top DVDs)                        | 1               |
| Canadá (Canadian Albums Chart)                | 1               |
| Coreia do Sul (Gaon Music Chart)              | 1               |
| Croácia (HVU)                                 | 1               |
| Dinamarca (Hitlisten)                         | 3               |
| Escócia (OCC)                                 | 1               |
| Espanha (PROMUSICAE)                          | 2               |
| Estados Unidos (Billboard 200)                | 1               |
| Estados Unidos (Top R&B/Hip-Hop Albums)       | 1               |
| Finlândia (IFPI Finlândia)                    | 4               |
| França (SNEP)                                 | 7               |
| Grécia (IFPI Grécia)                          | 7               |
| Hungria (MAHASZ)                              | 3               |
| Irlanda (IRMA)                                | 1               |
| Itália (FIMI)                                 | 5               |
| Japão (Oricon)                                | 43              |
| México (AMPROFON)                             | 6               |
| Noruega (VG-lista)                            | 1               |
| Nova Zelândia (Recorded Music NZ)             | 1               |
| Países Baixos (MegaCharts)                    | 1               |
| Polônia (ZPAV)                                | 2               |
| Portugal (AFP)                                | 1               |
| Reino Unido (UK Albums Chart)                 | 1               |
| Reino Unido (UK R&B Albums Chart)             | 1               |
| República Checa (IFPI Česká Republika)        | 1               |
| Rússia (Russian Music Charts)                 | 2               |
| Suécia (Sverigetopplistan)                    | 1               |
| Suíça (Schweizer Hitparade)                   | 2               |
| Taiwan (Taiwanese International Albums Chart) | 1               |

| Tabela musical (2016)                   | Posição |
| --------------------------------------- | ------- |
| Alemanha (GfK Entertainment Charts)     | 70      |
| Austrália (ARIA Charts)                 | 3       |
| Bélgica (Ultratop 50 de Flandres)       | 9       |
| Bélgica (Ultratop 40 da Valônia)        | 71      |
| Brasil (Pro-Música Brasil)              | 2       |
| Canadá (Canadian Albums Chart)          | 10      |
| Coreia do Sul (Gaon Music Chart)        | 25      |
| Espanha (PROMUSICAE)                    | 42      |
| Dinamarca (Hitlisten)                   | 75      |
| Estados Unidos (Billboard 200)          | 4       |
| Estados Unidos (Top R&B/Hip-Hop Albums) | 2       |
| França (SNEP)                           | 130     |
| Hungria (MAHASZ)                        | 94      |
| Itália (FIMI)                           | 64      |
| Mundo (IFPI)                            | 1       |
| Nova Zelândia (Recorded Music NZ)       | 9       |
| Países Baixos (Dutch Charts)            | 13      |
| Polônia (ZPAV)                          | 72      |
| Reino Unido (UK Albums Chart)           | 11      |
| Suécia (Sverigetopplistan)              | 33      |
| Suíça (Schweizer Hitparade)             | 32      |
| País — Tabela musical (2017)            | Posição |
| Austrália (ARIA Charts)                 | 92      |
| Bélgica (Ultratop 50 de Flandres)       | 95      |
| Estados Unidos (Billboard 200)          | 71      |
| Estados Unidos (Top R&B Albums)         | 40      |

| País — Tabela musical (2010—19) | Posição |
| ------------------------------- | ------- |
| Estados Unidos (Billboard 200)  | 76      |

| Região | Certificação | Vendas                 |
| --- | ------------ | ---------------------- |
| Austrália (ARIA) | 2× Platina   | 140 000‡               |
| Bélgica (BEA) | Ouro         | 15 000‡                |
| Brasil (Pro-Música Brasil) | Platina      | 40 000‡                |
| Canadá (Music Canada) | 2× Platina   | 140 000‡               |
| Dinamarca (IFPI Dinamarca) | Platina      | 20 000‡                |
| Estados Unidos (RIAA) | 4× Platina   | 4 000 000‡ / 1 554 000 |
| França (SNEP) | Ouro         | 50 000‡                |
| Itália (FIMI) | Ouro         | 25 000‡                |
| Nova Zelândia (RIANZ) | 5× Platina   | 75 000‡                |
| Polônia (ZPAV) | Platina      | 20 000*                |
| Reino Unido (BPI) | Platina      | 484 000                |
| Suécia (GLF) | Platina      | 40 000‡                |
| Suíça (IFPI Suíça) | Ouro         | 1 000‡                 |
| *números de vendas baseados somente na certificação ^distribuições baseadas apenas na certificação ‡vendas+valores de streaming baseados somente na certificação |              |                        |

## Histórico de lançamento
| País                        | Data                | Formato          | Gravadora          |
| --------------------------- | ------------------- | ---------------- | ------------------ |
| Mundo (países selecionados) | 23 de abril de 2016 | Streaming        | Parkwood           |
| Mundo (países selecionados) | 24 de abril de 2016 | Download digital | Parkwood, Columbia |
| Mundo (países selecionados) | 6 de maio de 2016   | CD+DVD           | Parkwood, Columbia |